# Sportjahr 1985
Liste der Sportjahre

◄◄ | ◄ | 1981 | 1982 | 1983 | 1984 | Sportjahr 1985 | 1986 | 1987 | 1988 | 1989 | ► | ►►

Weitere Ereignisse · Fußballjahr

## Badminton
Höhepunkte des Badmintonjahres 1985 waren die Weltmeisterschaft, die Asienmeisterschaft und das Malaysian Masters. 

### World Badminton Grand Prix
| Veranstaltung       | Herreneinzel        | Dameneinzel             | Herrendoppel                       | Damendoppel                     | Mixed                           |
| ------------------- | ------------------- | ----------------------- | ---------------------------------- | ------------------------------- | ------------------------------- |
| Hong Kong Open      | Yang Yang           | Han Aiping              | Jesper Helledie Steen Fladberg     | Han Aiping Xu Rong              | Martin Dew Gillian Gilks        |
| Chinese Taipei Open | Lius Pongoh         | Helen Troke             | Hariamanto Kartono Rudy Heryanto   | Gillian Clark Nora Perry        | Martin Dew Gillian Gilks        |
| Japan Open          | Zhao Jianhua        | Wu Jianqiu              | Park Joo-bong Kim Moon-soo         | Kim Yun-ja Yoo Sang-hee         | Billy Gilliland Gillian Gowers  |
| Dutch Open          | Michael Kjeldsen    | Kirsten Larsen          | Steen Fladberg Jesper Helledie     | Gillian Clark Gillian Gowers    | Steen Fladberg Gitte Paulsen    |
| German Open         | Nick Yates          | Qian Ping               | Li Yongbo Ding Qiqing              | Wu Jianqiu Guan Weizhen         | Martin Dew Gillian Gilks        |
| Denmark Open        | Morten Frost        | Zheng Yuli              | Li Yongbo Tian Bingyi              | Kim Yun-ja Yoo Sang-hee         | Dipak Tailor Nora Perry         |
| Swedish Open        | Han Jian            | Han Aiping              | Li Yongbo Ding Qiqing              | Li Lingwei Han Aiping           | Stefan Karlsson Maria Bengtsson |
| All England         | Zhao Jianhua        | Han Aiping              | Kim Moon-soo Park Joo-bong         | Han Aiping Li Lingwei           | Billy Gilliland Nora Perry      |
| Weltmeisterschaft   | Han Jian            | Han Aiping              | Kim Moon-soo Park Joo-bong         | Han Aiping Li Lingwei           | Park Joo-bong Yoo Sang-hee      |
| Thailand Open       | Icuk Sugiarto       | Wu Jianqiu              | Rudy Heryanto Bobby Ertanto        | Guan Weizhen Wu Jianqiu         | nicht ausgetragen               |
| Malaysia Open       | Misbun Sidek        | Gillian Gowers          | Razif Sidek Jalani Sidek           | Gillian Gowers Gillian Clark    | nicht ausgetragen               |
| Indonesia Open      | Han Jian            | Li Lingwei              | Liem Swie King Hariamanto Kartono  | Han Aiping Li Lingwei           | Martin Dew Gillian Gilks        |
| India Open          | Steve Baddeley      | Helen Troke             | Park Joo-bong Kim Moon-soo         | Hwang Sun-ai Kang Haeng-suk     | Steve Baddeley Gillian Gowers   |
| Victor Cup          | abgesagt            | abgesagt                | abgesagt                           | abgesagt                        | abgesagt                        |
| English Masters     | Morten Frost        | Kirsten Larsen          | Andy Goode Nigel Tier              | Karen Beckman Sara Halsall      | Billy Gilliland Gillian Gowers  |
| Scandinavian Open   | Morten Frost        | Kim Yun-ja              | Steen Fladberg Jesper Helledie     | Kim Yun-ja Yoo Sang-hee         | Nigel Tier Gillian Gowers       |
| Canadian Open       | Jens Peter Nierhoff | Claire Backhouse-Sharpe | Jens Peter Nierhoff Henrik Svarrer | Johanne Falardeau Denyse Julien | Billy Gilliland Nora Perry      |
| Scottish Open       | Sze Yu              | Christine Magnusson     | Mark Christiansen Michael Kjeldsen | Dorte Kjær Nettie Nielsen       | Billy Gilliland Gillian Gowers  |
| Grand Prix Finale   | Han Jian            | Li Lingwei              | nicht ausgetragen                  | nicht ausgetragen               | nicht ausgetragen               |

## Leichtathletik
- 16. März – Yan Hong, China ging im 10.000-Meter-Gehen der Damen in 44:14 Minuten.
- 20. April – Carlos Lopes, Portugal, lief den Marathon der Herren in 2:07:12 Stunden.
- 21. April – Ingrid Kristiansen, Norwegen, lief den Marathon der Damen 2:21:06 Stunden.
- 26. April – Zola Budd, Großbritannien, lief die 5000 Meter der Damen in 14:48,1 Minuten.
- 21. Mai – Ingrid Kristiansen, Norwegen, lief den Marathon der Damen in 2:21:06 Stunden.
- 4. Juni – Petra Felke, DDR, erreichte im Speerwurf der Damen 75,40 Meter.
- 6. Juni – Marita Koch, DDR, lief die 400 Meter der Damen in 47,60 Sekunden.
- 16. Juni – Willie Banks, USA, sprang im Dreisprung der Herren 17,97 Meter.
- 30. Juni – Wendy Brown, USA, erreichte im Dreisprung der Damen 13,58 Meter.
- 13. Juli – Serhij Bubka, Sowjetunion, sprang im Stabhochsprung der Herren 6,00 Meter.
- 16. Juli – Steve Cram, Großbritannien, lief die 1500 Meter der Herren in 3:29,7 Minuten.
- 16. Juli – Willie Banks, USA, erreichte im Dreisprung der Herren 17,97 Meter.
- 27. Juli – Saïd Aouita, Marokko, lief die 5000 Meter.der Herren in 13:00,4 Minuten.
- 27. Juli – Ingrid Kristiansen, Norwegen, lief die 10.000 Meter der Damen in 30:59,4 Minuten.
- 11. August – Rudolf Powarnizyn, Sowjetunion, sprang im Hochsprung der Herren 2,40 Meter.
- 23. August – Saïd Aouita, Marokko, lief die 1500 Meter der Herren in 3:29,5 Minuten.
- 26. August – Zola Budd, Großbritannien, lief die 5000 Meter der Damen 14:48,1 Minuten.
- 27. August – Saïd Aouita, Marokko, lief die 5000 Meter der Herren in 13:00,4 Minuten.
- 4. September – Igor Paklin, Russland, sprang im Hochsprung der Herren 2,41 Meter.
- 22. September – Sabine Busch, DDR, lief die 400 Meter Hürden der Damen 53,55 Sekunden.
- 22. September – Heike Drechsler, DDR, sprang im Weitsprung der Damen 7,44 Meter.
- 6. Oktober – Marita Koch, DDR, lief die 400 Meter der Damen in 47,6 Sekunden.
- 22. Oktober – Sabine Busch, DDR, lief die 400 Meter Hürden der Damen in 53,55 Sekunden.
- 22. Oktober – Ulf Timmermann, DDR, erreichte im Kugelstoßen der Herren 22,62 Meter.
- 22. Oktober – Heike Drechsler, DDR, erreichte im Weitsprung der Damen 7,44 Meter.
- 12. November – Carlos Lopes, Portugal, lief den Marathon der Herren in 2:07:12 Stunden.

## Motorradsport

### Formula TT
- Die Formula TT besteht 1985 erstmals aus sechs Rennen. Neben der Isle of Man TT, dem Ulster Grand Prix, der Dutch TT und dem Lauf im portugiesischen Vila Real zählen auch die Rennen in Montjuïc (Spanien) und Hockenheim (Deutschland) zur WM.

Details: Formula TT 1985

#### TT-F1-Klasse
- In der TT-F1-Klasse gewinnt der 33-jährige Nordire Joey Dunlop auf Honda seinen vierten Titel in Folge. Zweiter wird der Briten Mick Grant, Dritter der Australier Graeme McGregor (beide Suzuki).

#### TT-F2-Klasse
- In der TT-F2-Klasse wird Nordire Brian Reid auf Yamaha vor den Briten Tony Rutter (Ducati) und John Weeden (ebenfalls Yamaha) Weltmeister.

## Tennis
- Grand Slam-Turniersieger (Herren):
  - Australian Open:  Stefan Edberg
  - French Open:  Mats Wilander
  - Wimbledon:  Boris Becker
  - US Open:  Ivan Lendl
- Grand Slam-Turniersieger (Damen):
  - Australian Open:  Martina Navratilova
  - French Open:  Chris Evert
  - Wimbledon:  Martina Navratilova
  - US Open:  Hana Mandlíková
- Davis Cup: Deutschland verlor im Finale gegen Schweden mit 2:3.

## Tischtennis
- Tischtennisweltmeisterschaft 1985 28. März bis zum 7. April in Göteborg (Schweden)
- Länderspiele Deutschlands (Freundschaftsspiele)
  - 14. Januar: Dautphetal: D. – China 3:3 (Herren)
  - 14. Januar: Dautphetal: D. – China 1:5 (Damen)
- Europaliga
  - 23. Januar: Kecskemét: D. – Ungarn 1:5 (Damen + Herren)
  - 20. Februar: Portsmouth: D. – England 2:5 (Damen + Herren)
  - 28. Februar: Lampertheim: D. – Schweden 0:7 (Damen + Herren)
  - 25. September: Opole: D. – Polen 1:6 (Damen + Herren)
  - 15. Oktober: Willstätt: D. – Niederlande 3:4 (Damen + Herren)
  - 21. November: Ljubljana: D. – Jugoslawien 4:3 (Damen + Herren)
  - 11. Dezember: Stenungsund: D. – Schweden 3:4 (Damen + Herren)

## Wintersport
- 17. Januar bis 27. Januar: Nordische Skiweltmeisterschaft 1985 in Seefeld in Tirol, Österreich
- 31. Januar bis 10. Februar: Alpine Skiweltmeisterschaften 1985 in Bormio, Italien

## Geboren

### Januar

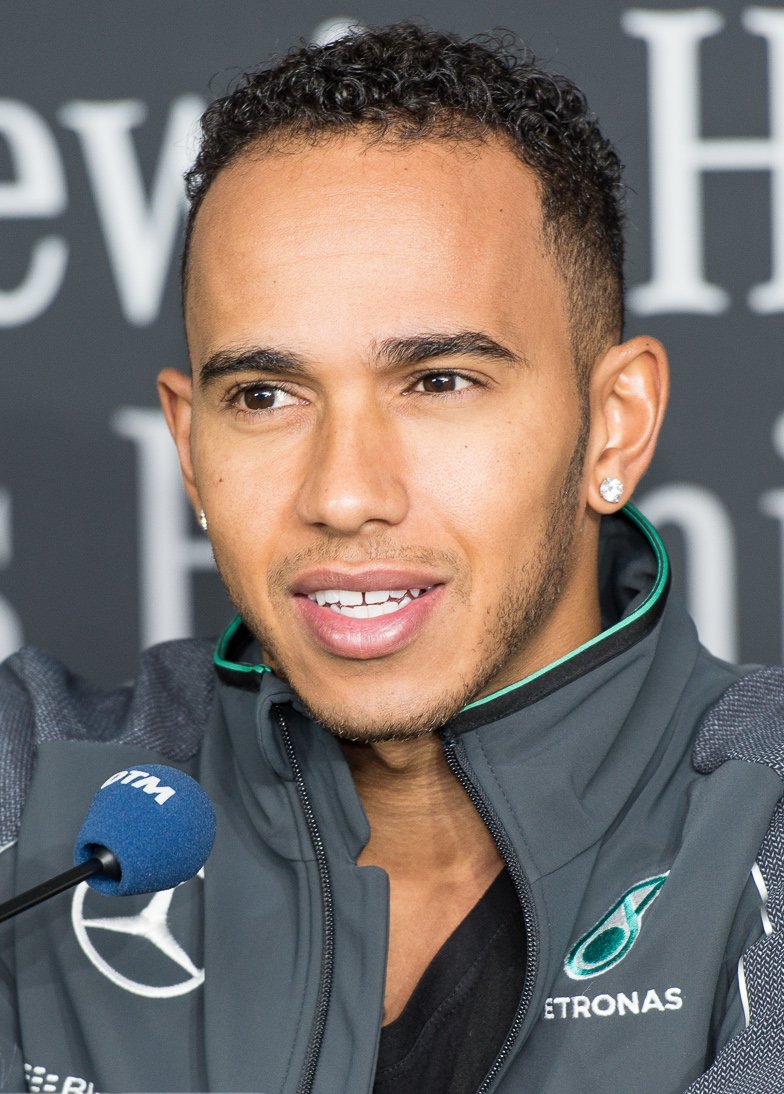
Lewis Hamilton

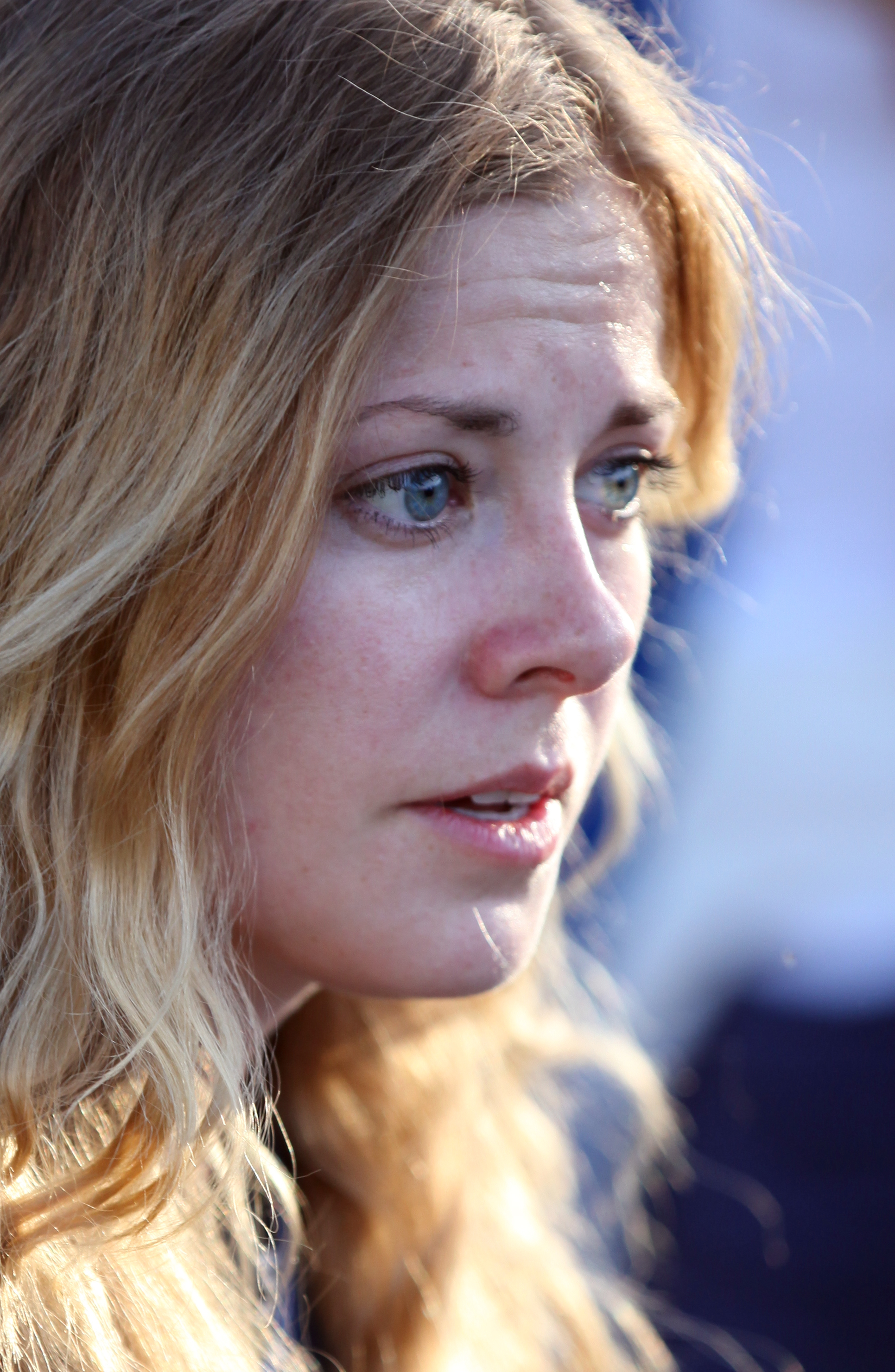
Anette Sagen

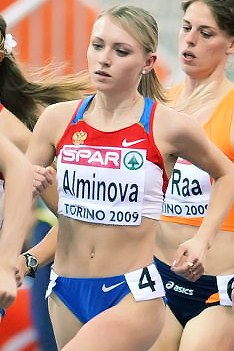
Anna Alminowa

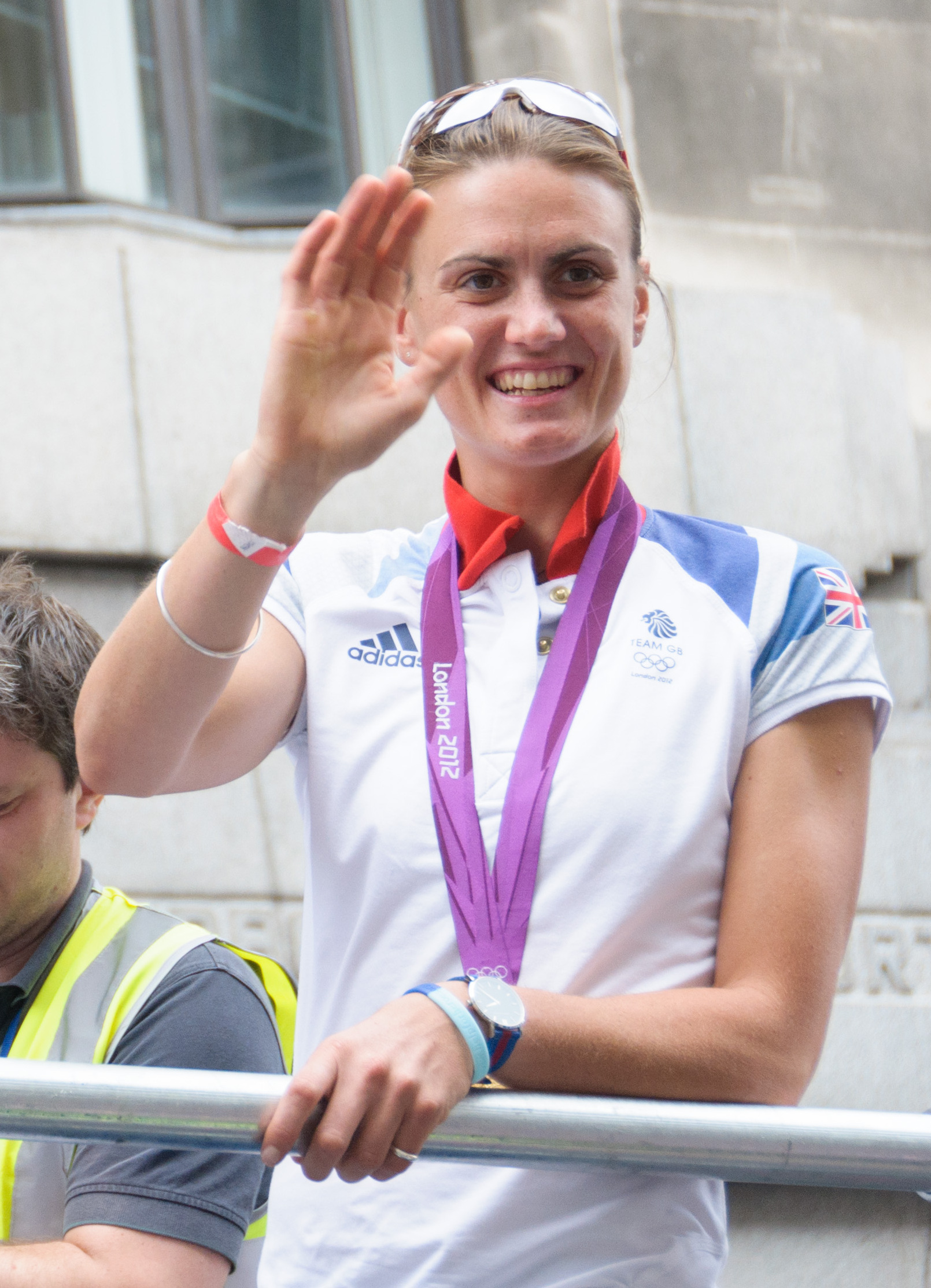
Heather Stanning

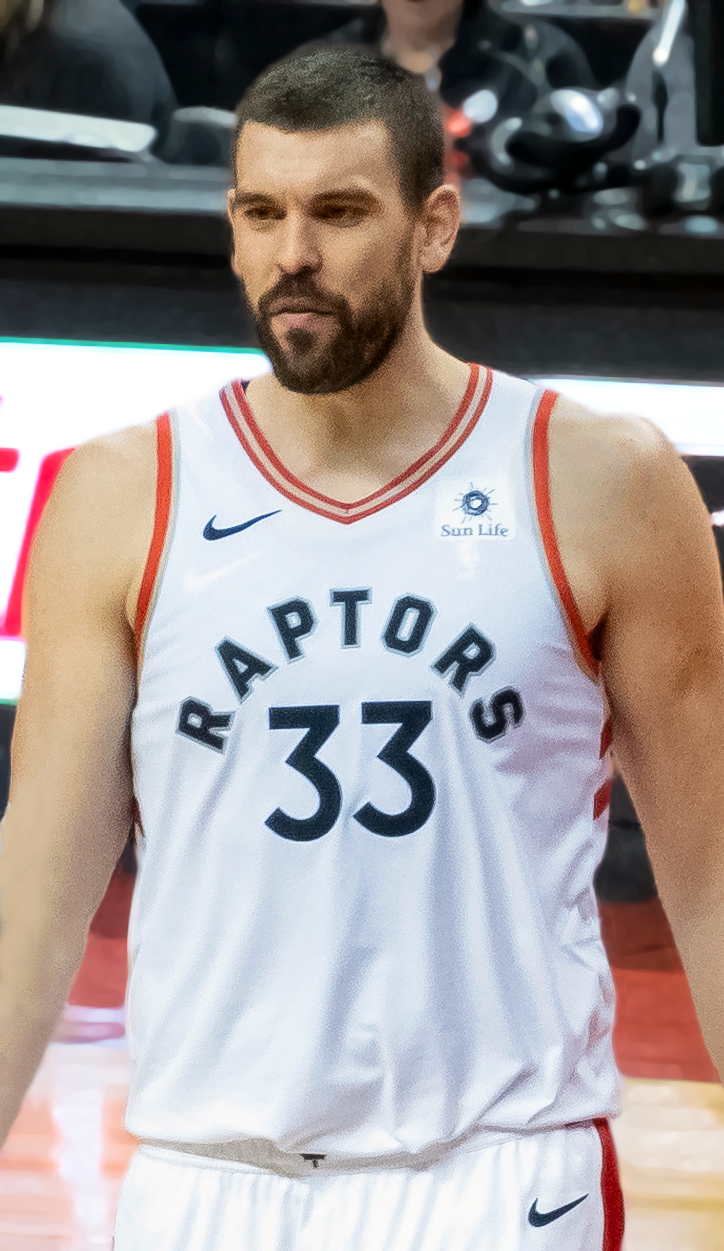
Marc Gasol

- 01. Januar: Denis Abdullin, russischer Eishockeyspieler
- 01. Januar: Jesper Arvidsson, schwedischer Fußballspieler
- 02. Januar: Nicole Dinkel, Schweizer Handballspielerin
- 02. Januar: Henrik Møllgaard Jensen, dänischer Handballspieler
- 03. Januar: Burak Akyıldız, türkischer Fußballspieler
- 03. Januar: Anna Battke, deutsche Leichtathletin
- 03. Januar: Jonas Borring, dänischer Fußballspieler
- 04. Januar: Kari Aalvik Grimsbø, norwegische Handballspielerin und -trainerin
- 04. Januar: Leonardo Kirche, brasilianischer Tennisspieler
- 04. Januar: Leo Mansell, britischer Automobilrennfahrer
- 04. Januar: Natalija Solotuchina, ukrainische Hammerwerferin
- 05. Januar: Harrison Tasher, belizischer Fußballspieler
- 06. Januar: Valerio Agnoli, italienischer Radrennfahrer
- 06. Januar: Abel Enrique Aguilar, kolumbianischer Fußballspieler
- 06. Januar: Michael Langer, österreichischer Fußballtorhüter
- 07. Januar: Karim Guédé, deutscher Fußballspieler
- 07. Januar: Lewis Hamilton, britischer Automobilrennfahrer
- 07. Januar: Bănel Nicoliță, rumänischer Fußballspieler
- 08. Januar: Jorge Aguilar, chilenischer Tennisspieler
- 08. Januar: Julia Morosowa, russische Volleyballspielerin
- 08. Januar: Elisabeth Pähtz, deutsche Schachspielerin
- 10. Januar: Anette Sagen, norwegische Skispringerin
- 10. Januar: Christian Stucki, Schweizer Schwinger
- 10. Januar: Katalin Török, ungarische Fußballschiedsrichterassistentin
- 11. Januar: Đàm Thanh Xuân, vietnamesische Kampfsportkünstlerin
- 11. Januar: Kazuki Nakajima, japanischer Automobilrennfahrer
- 11. Januar: José Semedo, portugiesischer Fußballspieler
- 11. Januar: Mark Yeates, irischer Fußballspieler
- 13. Januar: Souleymane Bamba, ivorisch-französischer Fußballspieler († 2024)
- 13. Januar: Árni Þór Sigtryggsson, isländischer Handballspieler
- 13. Januar: Roland Zorzi, österreichischer Grasskiläufer
- 14. Januar: Martin Putze, deutscher Bobsportler
- 15. Januar: René Adler, deutscher Fußballspieler
- 15. Januar: Thilini Jayasinghe, sri-lankische Badmintonspielerin
- 15. Januar: Harri Olli, finnischer Skispringer
- 16. Januar: Craig Jones, britischer Motorradrennfahrer († 2008)
- 16. Januar: Pablo Zabaleta, argentinischer Fußballspieler
- 17. Januar: Anna Alminowa, russische Mittelstreckenläuferin
- 17. Januar: Pablo Barrientos, argentinischer Fußballspieler
- 17. Januar: Ostoja Stjepanović, mazedonischer Fußballspieler
- 18. Januar: Yannick Cahuzac, französischer Fußballspieler
- 18. Januar: Elke Clijsters, belgische Tennisspielerin
- 18. Januar: Dale Begg-Smith, kanadisch-australischer Sportler
- 18. Januar: Riccardo Montolivo, italienischer Fußballspieler
- 18. Januar: Mehmet Ozan Tahtaişleyen, türkischer Fußballspieler
- 19. Januar: Pascal Behrenbruch, deutscher Zehnkämpfer
- 19. Januar: Daniyel Cimen, deutscher Fußballspieler
- 19. Januar: Benny Feilhaber, US-amerikanischer Fußballspieler
- 19. Januar: Thomas Frei, Schweizer Radrennfahrer
- 19. Januar: Esteban Guerrieri, argentinischer Automobilrennfahrer
- 19. Januar: Ulrich Maurer, deutscher Eishockeyspieler
- 19. Januar: Horia Tecău, rumänischer Tennisspieler
- 20. Januar: Juan Andreu, spanischer Handballspieler
- 20. Januar: Michal Bartosch, deutscher Eishockeyspieler
- 20. Januar: Johan Eriksson, schwedischer Skispringer
- 21. Januar: Sergei Grankin, russischer Volleyballspieler
- 22. Januar: Thomas Bröker, deutscher Fußballspieler
- 22. Januar: Mohamed Sissoko, malisch-französischer Fußballspieler
- 23. Januar: Jewgeni Lukjanenko, russischer Stabhochspringer
- 24. Januar: Mathias Lenz, deutscher Handballtorwart
- 25. Januar: Martin Arlofelt, dänischer Fußballspieler
- 25. Januar: Marco Parolo, italienischer Fußballspieler
- 25. Januar: Paul Thomik, deutscher Fußballspieler
- 25. Januar: Adrian Ungur, rumänischer Tennisspieler
- 25. Januar: Patrick Willis, US-amerikanischer American-Football-Spieler
- 26. Januar: Heather Stanning, britische Ruderin
- 27. Januar: Rúben Amorim, portugiesischer Fußballspieler
- 28. Januar: Daniel Giese, deutscher Bahnradsportler
- 28. Januar: Basharmal Sultani, afghanischer Boxer
- 29. Januar: Tyrone Brunson, US-amerikanischer Boxer
- 29. Januar: Marc Gasol, spanischer Basketballspieler
- 30. Januar: Gisela Dulko, argentinische Tennisspielerin
- 31. Januar: Christophe Berra, schottischer Fußballspieler
- 31. Januar: Stephen Mokoka, südafrikanischer Langstreckenläufer

### Februar

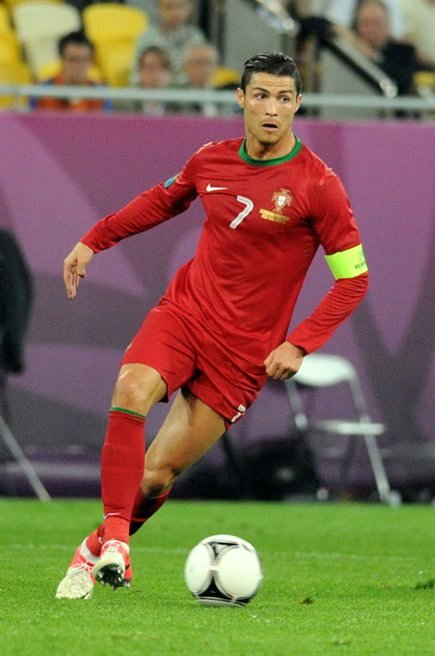
Cristiano Ronaldo

- 02. Februar: Massoud Azizi, afghanischer Leichtathlet
- 02. Februar: Gastón Bueno, uruguayischer Fußballspieler
- 03. Februar: Justin Doellman, US-amerikanisch-kosovarischer Basketballspieler
- 03. Februar: Jennifer Todd, US-amerikanische Volleyballspielerin
- 04. Februar: David Lazzaroni, französischer Skispringer
- 04. Februar: Trent McClenahan, australischer Fußballspieler
- 05. Februar: Cristiano Ronaldo, portugiesischer Fußballspieler
- 06. Februar: Owusu Ampomah, ghanaischer Fußballspieler
- 06. Februar: Yang Yu, chinesische Freistilschwimmerin
- 07. Februar: Pablo Álvarez, uruguayischer Fußballspieler
- 08. Februar: Petra Cetkovská, tschechische Tennisspielerin
- 09. Februar: Leandro Grimi, argentinischer Fußballspieler
- 11. Februar: Alexander Chatunzew, russischer Radrennfahrer
- 11. Februar: Liridon Leçi, albanischer Fußballspieler
- 11. Februar: Marcus Schiech, deutscher Handballspieler
- 11. Februar: Šárka Strachová, tschechische Skirennläuferin
- 12. Februar: Shamsuddin Amiri, afghanischer Fußballtorwart
- 12. Februar: Przemysław Stańczyk, polnischer Schwimmer
- 13. Februar: David Ribolleda, andorranischer Fußballspieler
- 14. Februar: Harry Leitch, schottischer Squashspieler
- 14. Februar: Alexander Wolkow, russischer Volleyballspieler
- 15. Februar: Gøril Snorroeggen, norwegische Handballspielerin
- 16. Februar: Ron Vlaar, niederländischer Fußballspieler
- 17. Februar: Julia Gronemann, deutsche Handballspielerin
- 17. Februar: Anders Jacobsen, norwegischer Skispringer
- 18. Februar: Benedikt Schopper, deutscher Eishockeyspieler
- 19. Februar: Karolis Zlatkauskas, litauischer Biathlet
- 20. Februar: Petter Andersson, schwedischer Fußballspieler
- 20. Februar: Charlie Kimball, US-amerikanischer Automobilrennfahrer
- 20. Februar: Hafizullah Qadami, afghanischer Fußballspieler
- 22. Februar: Hameur Bouazza, algerischer Fußballspieler
- 22. Februar: Igor Đurić, serbischer Fußballspieler
- 24. Februar: Brian Baxter Arroyo López, mexikanischer Eishockeyspieler
- 25. Februar: Joakim Noah, US-amerikanisch-französischer Basketballspieler
- 26. Februar: Carolin Dietrich, deutsche Leichtathletin
- 26. Februar: Sanya Richards-Ross, US-amerikanische Leichtathletin
- 28. Februar: Gorica Aćimović, bosnisch-österreichische Handballspielerin
- 28. Februar: Diego, brasilianischer Fußballspieler
- 28. Februar: Rok Urbanc, slowenischer Skispringer

### März
- 01. März: Dario Giuseppetti, deutscher Motorradrennfahrer
- 01. März: Andreas Ottl, deutscher Fußballspieler
- 02. März: Reggie Bush, US-amerikanischer American-Football-Spieler
- 02. März: Patrick Makau Musyoki, kenianischer Langstreckenläufer
- 03. März: Marc Hohenberg, deutscher Handballspieler
- 03. März: Mariel Zagunis, US-amerikanische Säbelfechterin
- 04. März: Rəfael Ağayev, aserbaidschanischer Karateka
- 04. März: Olga Akopjan, russische Handballspielerin und -trainerin
- 04. März: Anne Jochin, deutsche Handballspielerin
- 05. März: Mesfin Adimasu, äthiopischer Marathonläufer
- 05. März: Pacifique Ndabihawenimana, burundischer Fußballschiedsrichter
- 06. März: Florian Grossert, deutscher Fußballspieler
- 07. März: Maciej Bodnar, polnischer Radrennfahrer
- 08. März: Haris Medunjanin, bosnisch-herzegowinischer Fußballspieler
- 09. März: Zdenko Baotić, bosnisch-herzegowinischer Fußballspieler
- 09. März: Christian Drecke, deutscher Handballspieler

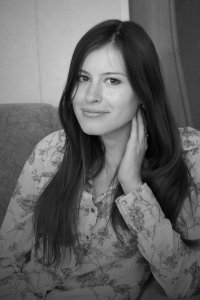
Natalja Pogonina

- 09. März: Natalja Pogonina, russische Schachspielerin
- 09. März: Michael Wojtanowicz, polnisch-österreichischer Fußballspieler
- 09. März: Pastor Maldonado, venezolanischer Automobilrennfahrer
- 11. März: Alex Buttazzoni, italienischer Radrennfahrer
- 11. März: Stelios Malezas, griechischer Fußballspieler
- 11. März: Hakuhō Shō, mongolischer Sumo-Ringer
- 11. März: Nikolai Topor-Stanley, australischer Fußballspieler
- 12. März: Macarena Aguilar, spanische Handballspielerin
- 12. März: Christianne Mwasesa, kongolesische Handballspielerin
- 14. März: Hasan Ali Acar, türkischer Fußballspieler
- 14. März: Hywel Lloyd, britischer Automobilrennfahrer
- 15. März: Antti Autti, finnischer Snowboarder
- 15. März: Tom Chilton, britischer Automobilrennfahrer
- 17. März: Vasiliki Arvaniti, griechische Beachvolleyballspielerin
- 18. März: Ana Beatriz, brasilianische Automobilrennfahrerin
- 18. März: Krisztián Berki, ungarischer Turner
- 18. März: Jamie Gregg, kanadischer Eisschnellläufer
- 18. März: Vince Lia, australischer Fußballspieler
- 18. März: Gordon Schildenfeld, kroatischer Fußballspieler

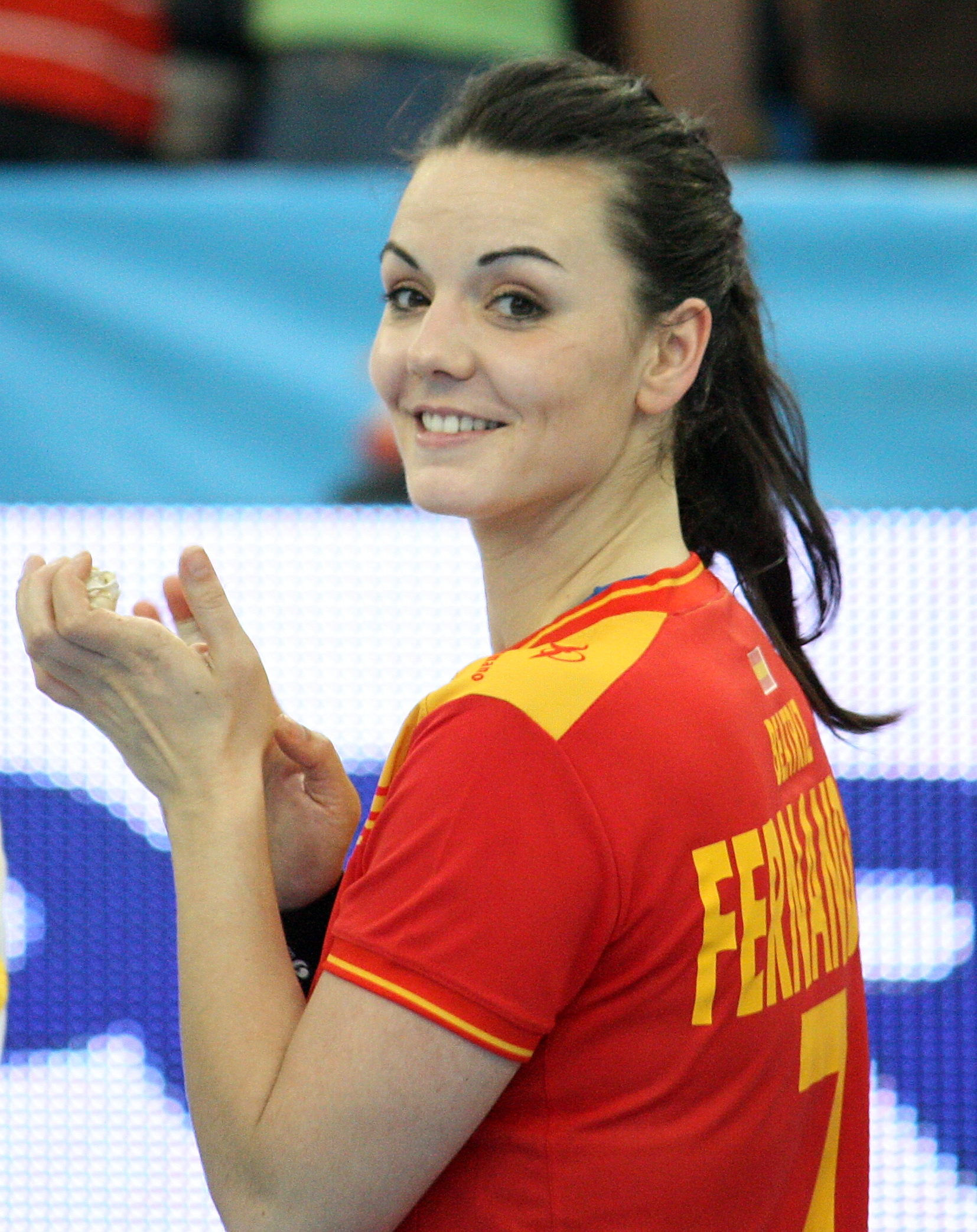
Beatriz Fernández

- 19. März: Beatriz Fernández, spanische Handballspielerin
- 19. März: Ernesto Viso, venezolanischer Automobilrennfahrer
- 20. März: Morgan Amalfitano, französischer Fußballspieler
- 20. März: Gergely Antal, ungarischer Schachmeister
- 20. März: Nicolas Lombaerts, belgischer Fußballspieler
- 20. März: Martin Vingaard, dänischer Fußballspieler
- 21. März: Chris Hogg, englischer Fußballspieler
- 22. März: Mohammad al-ʿAnbar, saudi-arabischer Fußballspieler
- 22. März: Mike Jenkins, US-amerikanischer American-Football-Spieler
- 22. März: Nadseja Skardsina, belarussische Biathletin
- 24. März: Gabriel Achilier, ecuadorianischer Fußballspieler
- 24. März: Yoshihiko Osanai, japanischer Skispringer
- 24. März: Tina Vogelmann, deutsche Poolbillardspielerin
- 25. März: Isak Grimholm, schwedischer Skispringer
- 25. März: Gustavo Oberman, argentinischer Fußballspieler
- 26. März: Patrick Roberto Daniel da Silva, brasilianischer Fußballspieler
- 27. März: Chadschimurat Akkajew, russischer Gewichtheber
- 27. März: Anton Ameltschenko, belarussischer Fußballspieler
- 27. März: Dario Baldauf, österreichischer Fußballspieler
- 27. März: Paul Meijer, niederländischer Automobilrennfahrer
- 28. März: Julia Jurack, deutsche Handballspielerin
- 28. März: Steve Mandanda, französischer Fußballtorhüter
- 28. März: Benjamin Trautvetter, deutscher Handballspieler

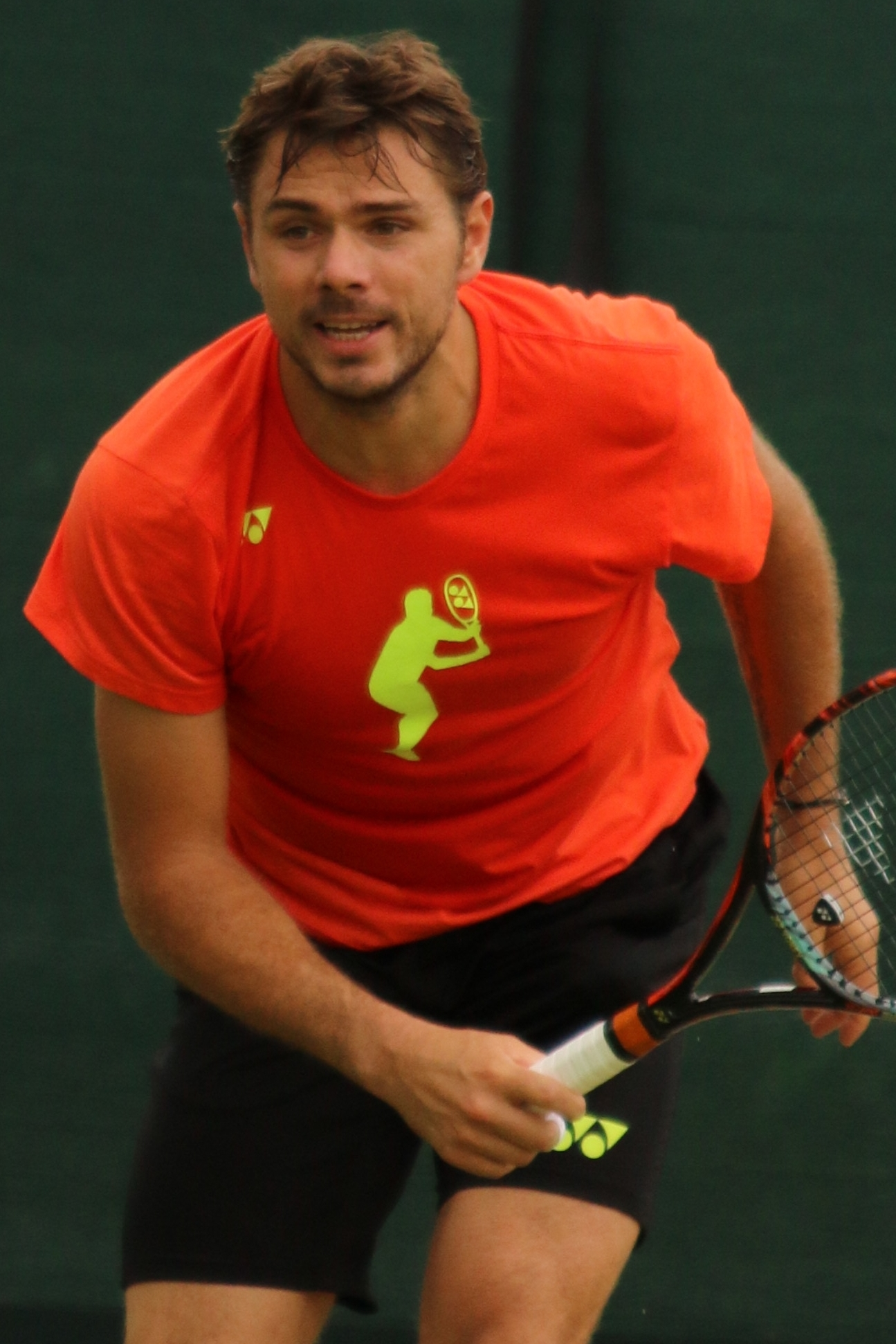
Stan Wawrinka

- 28. März: Stan Wawrinka, Schweizer Tennisspieler
- 29. März: Fernando Amorebieta, venezolanisch-spanischer Fußballspieler
- 29. März: Christiane Fürst, deutsche Volleyballspielerin
- 29. März: Maxim Lapierre, kanadischer Eishockeyspieler
- 29. März: Stuart Musialik, australischer Fußballspieler
- 29. März: Martin Ulrich, deutscher Kanute
- 30. März: Andrea Luci, italienischer Fußballspieler
- 30. März: Giacomo Ricci, italienischer Automobilrennfahrer

### April
- 01. April: Jiří Topinka, tschechischer Grasskiläufer
- 02. April: Matthew Antoine, US-amerikanischer Skeletonfahrer
- 02. April: James Haskell, englischer Rugbyspieler
- 02. April: Stéphane Lambiel, Schweizer Eiskunstläufer
- 02. April: Nicat Məmmədov, aserbaidschanischer Schachgroßmeister
- 03. April: Osmay Acosta, kubanischer Boxer
- 03. April: Karolin Thomas, deutsche Fußballspielerin
- 03. April: Jari-Matti Latvala, finnischer Rallyefahrer
- 04. April: Simon Herrmann, deutscher Wasserskisportler
- 04. April: Nahla Ramadan, ägyptische Gewichtheberin
- 05. April: Silvia Artola, nicaraguanische Gewichtheberin
- 05. April: Ronald Forbes, Leichtathlet von den Cayman Islands
- 06. April: Kate Jacewicz, australische Fußballschiedsrichterin
- 08. April: Roberto Carboni, argentinischer Fußballspieler
- 08. April: Gregor Schmeißer, deutscher Handballspieler
- 09. April: Arseni Sergejewitsch Bondarew, russischer Eishockeyspieler
- 09. April: Antonio Nocerino, italienischer Fußballspieler
- 09. April: David Zauner, österreichischer Skispringer und Nordischer Kombinierer
- 10. April: Juan Carlos Arce, bolivianischer Fußballspieler

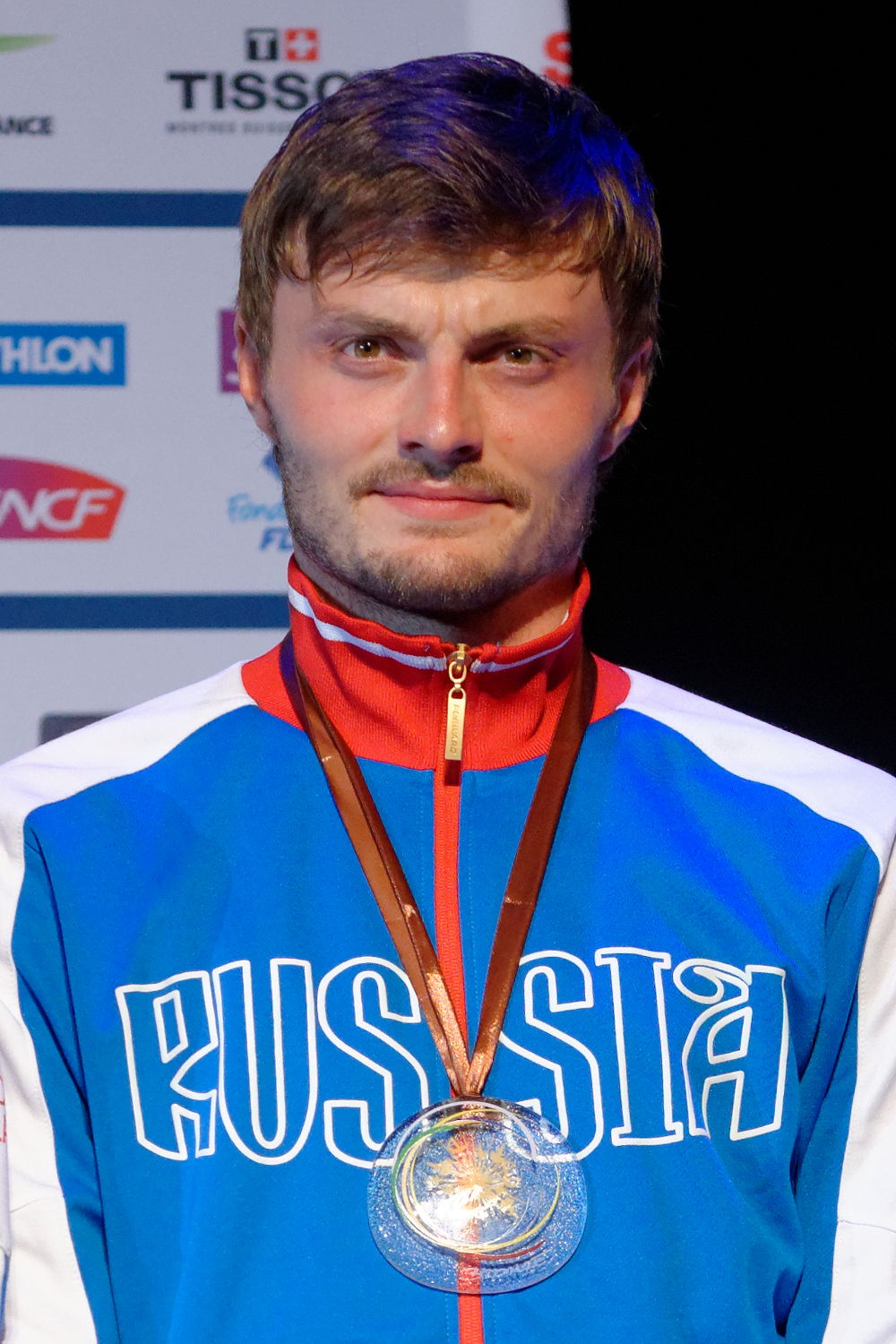
Dmitri Rigin

- 10. April: Dmitri Rigin, russischer Florettfechter
- 11. April: Laila Friis-Salling, grönländische Freestyle-Skierin
- 12. April: Şəhriyar Məmmədyarov, aserbaidschanischer Schachgroßmeister
- 13. April: Algo Kärp, estnischer Skilangläufer
- 14. April: Olena Kostewytsch, ukrainische Sportschützin
- 14. April: Scott Seiver, US-amerikanischer Pokerspieler
- 16. April: Matías Alonso, uruguayischer Fußballspieler
- 17. April: Steffen Bühler, deutscher Handballspieler
- 18. April: Karl Reindler, australischer Automobilrennfahrer
- 19. April: Taru Alho, finnische Volleyballspielerin
- 19. April: Valon Behrami, Schweizer Fußballspieler kosovo-albanischer Herkunft
- 19. April: Gustavo Colman, argentinischer Fußballspieler
- 19. April: Alexander Tretjakow, russischer Skeletonpilot
- 19. April: Jan Zimmermann, deutscher Fußballspieler
- 20. April: Baye Djiby Fall, senegalesischer Fußballspieler
- 22. April: Aytaç Ak, türkischer Fußballspieler
- 22. April: Pablo Cáceres, uruguayischer Fußballspieler
- 23. April: Lars Friedrich, deutscher Handballspieler
- 25. April: Giedo van der Garde, niederländischer Automobilrennfahrer
- 25. April: Wahagn Minasjan, armenischer Fußballspieler
- 26. April: Jure Bogataj, slowenischer Skispringer
- 26. April: Matthias Forster, deutscher Eishockeyspieler
- 27. April: Andrej Antonau, russisch-belarussischer Eishockeyspieler
- 27. April: Anita Asante, englische Fußballspielerin
- 28. April: Matthias Henn, deutscher Fußballspieler
- 28. April: Christian Nitschke, deutscher Triathlet
- 29. April: Hasher Al Maktoum, Automobilrennfahrer aus den Vereinigten Arabischen Emiraten
- 29. April: Vincent Braillard, Schweizer Motorradrennfahrer
- 29. April: Denys Pojazyka, ukrainischer Boxer
- 30. April: Chad Barrett, US-amerikanischer Fußballspieler
- 30. April: Elena Fanchini, italienische Skirennläuferin († 2023)

### Mai

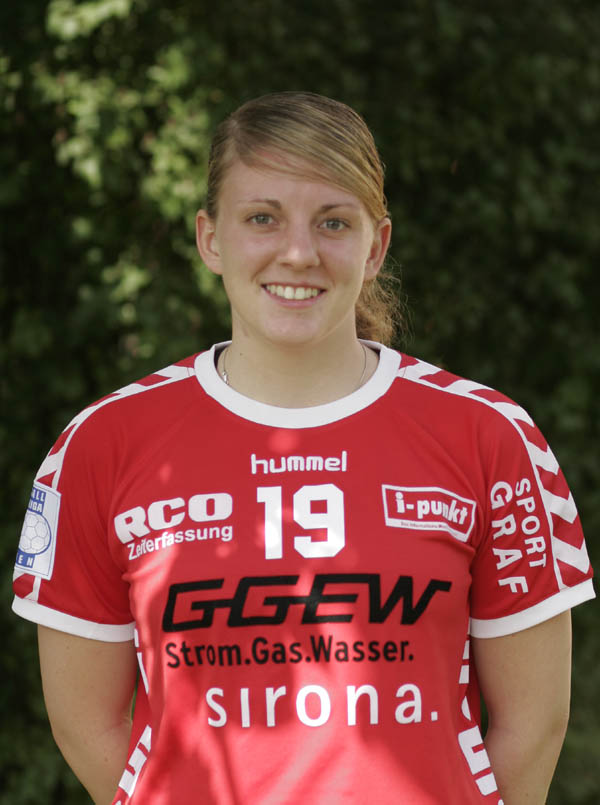
Claudia Schückler

- 01. Mai: Pierre Campana, französischer Rallyefahrer
- 01. Mai: Philipp Pentke, deutscher Fußballtorhüter
- 02. Mai: Federico Almerares, argentinisch-italienischer Fußballspieler
- 02. Mai: Chang Jung-lin, taiwanischer Poolbillardspieler († 2025)
- 02. Mai: Sarah Hughes, US-amerikanische Eiskunstläuferin
- 02. Mai: Trine Troelsen, dänische Handballspielerin
- 03. Mai: Ezequiel Lavezzi, argentinischer Fußballspieler
- 04. Mai: Minik Dahl Høegh, grönländischer Handballspieler
- 04. Mai: Łukasz Parszczyński, polnischer Leichtathlet
- 05. Mai: Gianni Ehrensperger, Schweizer Eishockeyspieler
- 05. Mai: Emanuele Giaccherini, italienischer Fußballspieler
- 06. Mai: Chris Paul, US-amerikanischer Basketballspieler
- 07. Mai: Tonje Nøstvold, norwegische Handballspielerin
- 09. Mai: Sven-Sören Christophersen, deutscher Handballspieler
- 10. Mai: Cristian Sánchez Prette, argentinischer Fußballspieler
- 12. Mai: Claudia Schückler, deutsche Handballspielerin
- 12. Mai: Dániel Tőzsér, ungarischer Fußballspieler
- 13. Mai: Javier Balboa, spanisch-äquatorialguineischer Fußballspieler
- 14. Mai: Matthias Brüstle, deutscher Telemark-Skifahrer
- 15. Mai: Andreas Buchner, deutscher Fußballspieler
- 15. Mai: Cristiane, brasilianische Fußballspielerin
- 15. Mai: Christian Hefenbrock, deutscher Bahnsportler
- 15. Mai: Daniel Pelyhe, ungarischer Militärsportler
- 16. Mai: Anja Mittag, deutsche Fußballspielerin
- 19. Mai: Erin Phillips, australische Basketball- und Australian-Football-Spielerin
- 19. Mai: Christopher Reinhard, deutscher Fußballspieler
- 21. Mai: Mark Cavendish, britischer Radrennfahrer
- 21. Mai: Sean McIntosh, kanadischer Automobilrennfahrer
- 22. Mai: Tranquillo Barnetta, Schweizer Fußballspieler
- 23. Mai: Nicky Adler, deutscher Fußballspieler
- 24. Mai: Angie Geschke, deutsche Handballspielerin
- 25. Mai: Gleb Galperin, russischer Wasserspringer
- 29. Mai: Simone Bentivoglio, italienischer Fußballspieler
- 29. Mai: Maike Daniels, deutsche Handballspielerin
- 29. Mai: Hernanes, brasilianischer Fußballspieler
- 29. Mai: Jens Werrmann, deutscher Leichtathlet
- 30. Mai: Nikita Krjukow, russischer Skilangläufer
- 31. Mai: Laura Fortunato, argentinische Fußballschiedsrichterin

### Juni

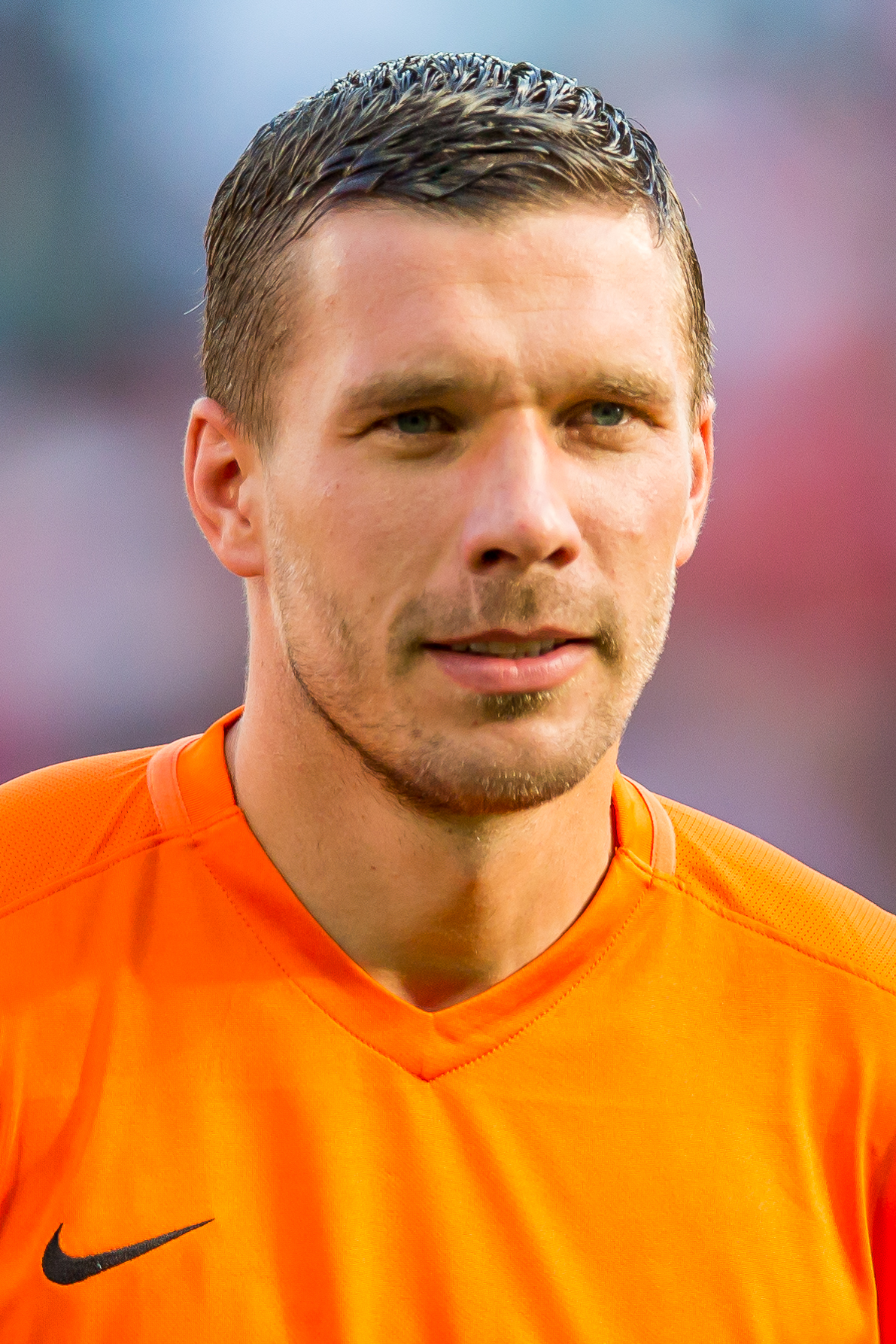
Lukas Podolski

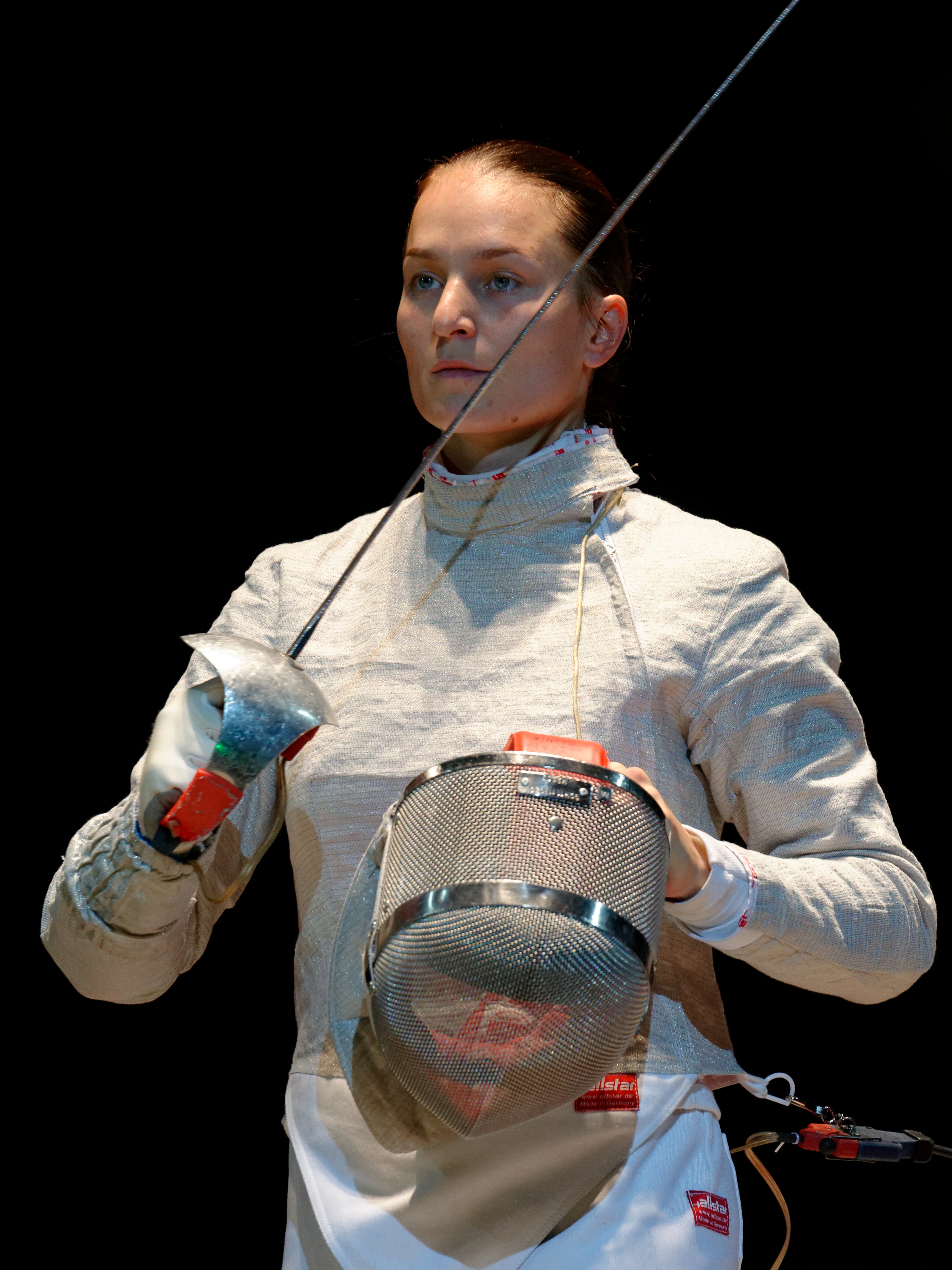
Sofja Welikaja

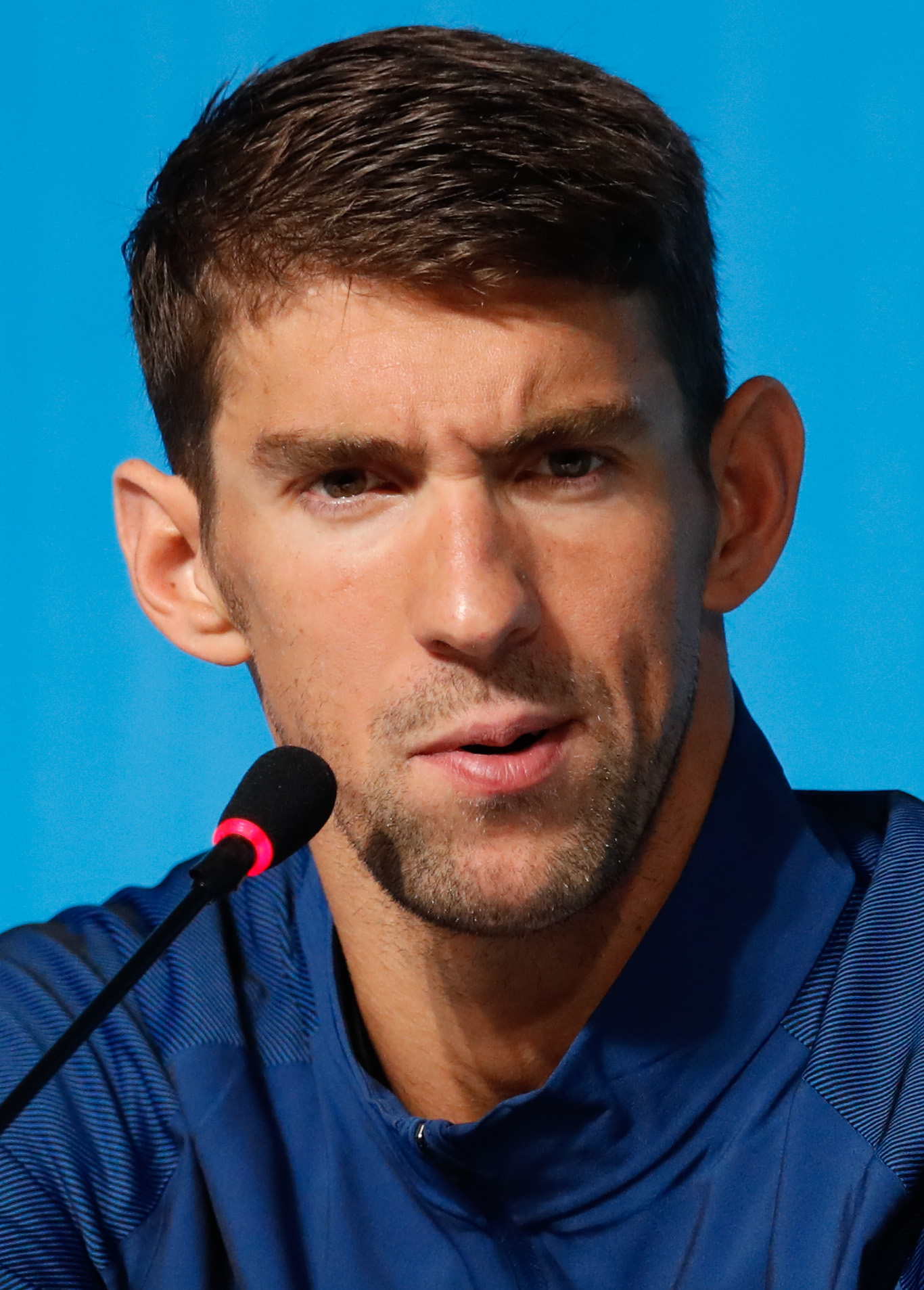
Michael Phelps

- 01. Juni: Tirunesh Dibaba, äthiopische Leichtathletin
- 01. Juni: Maura Visser, niederländische Handballspielerin
- 02. Juni: Christian Aigner, österreichischer Handballspieler
- 02. Juni: Bella Gesser, israelische Schachspielerin
- 03. Juni: Łukasz Piszczek, polnischer Fußballspieler
- 04. Juni: Juhamatti Aaltonen, finnischer Eishockeyspieler
- 04. Juni: Dominique Gisin, Schweizer Skirennläuferin
- 04. Juni: Anna-Lena Grönefeld, deutsche Tennisspielerin
- 04. Juni: Evan Lysacek, US-amerikanischer Eiskunstläufer
- 04. Juni: Lukas Podolski, deutscher Fußballspieler
- 04. Juni: Jewgeni Ustjugow, russischer Biathlet
- 05. Juni: Jeremy Abbott, US-amerikanischer Eiskunstläufer
- 05. Juni: Bashir Ahmad Rahmati, afghanischer Ringer
- 05. Juni: Daniel Stumpf, deutscher Handballspieler
- 05. Juni: Gabriel Riera, andorranischer Fußballspieler
- 06. Juni: Hendrik Großöhmichen, deutscher Fußballspieler
- 06. Juni: Drew McIntyre, schottischer Wrestler
- 06. Juni: Becky Sauerbrunn, US-amerikanische Fußballspielerin
- 07. Juni: Xavi Andorrà, andorranischer Fußballspieler
- 07. Juni: Charlie Simpson, britischer Musiker
- 08. Juni: Alexandre Despatie, kanadischer Wasserspringer
- 08. Juni: Pierre Spies, südafrikanischer Rugbyspieler
- 08. Juni: Sofja Welikaja, russische Säbelfechterin
- 09. Juni: Guillermo Alejandro Suárez, argentinischer Fußballspieler
- 09. Juni: Sebastian Telfair, US-amerikanischer Basketballspieler
- 11. Juni: Tim Hoogland, deutscher Fußballspieler
- 11. Juni: Petter Tande, norwegischer Nordisch Kombinierer
- 12. Juni: Pablo Abián, spanischer Badmintonspieler
- 12. Juni: Jesse Anthony, US-amerikanischer Cyclocrossfahrer
- 12. Juni: Taniele Gofers, australische Wasserballspielerin
- 13. Juni: Filipe Albuquerque, portugiesischer Automobilrennfahrer
- 13. Juni: Ida Alstad, norwegische Handballspielerin
- 15. Juni: Gabriel Agu, nigerianischer Fußball- und Beachsoccerspieler
- 15. Juni: Mirosław Kobus, polnischer Biathlet
- 16. Juni: Franziska Beck, deutsche Handballspielerin
- 17. Juni: Manuel Fettner, österreichischer Skispringer
- 17. Juni: Denis Sergejewitsch Kokarew, russischer Eishockeyspieler
- 18. Juni: Matías Abelairas, argentinischer Fußballspieler
- 18. Juni: Eva Roob, deutsche Fußballspielerin und Erotikdarstellerin
- 19. Juni: José Ernesto Sosa, argentinischer Fußballspieler
- 20. Juni: Jörg Lützelberger, deutscher Handballspieler
- 20. Juni: Darko Miličić, serbischer Basketballspieler
- 20. Juni: Halil Savran, deutsch-türkischer Fußballspieler
- 20. Juni: Sahr Senesie, deutscher Fußballspieler
- 20. Juni: Saeed Abad al-Thamali, saudischer Leichtathlet
- 22. Juni: Martin Liebers, deutscher Eiskunstläufer
- 24. Juni: Bastien Arnaud, französischer Handballspieler
- 25. Juni: Karim Matmour, algerisch-französischer Fußballspieler
- 26. Juni: Jonathan Kennard, britischer Automobilrennfahrer
- 27. Juni: Patrik Fahlgren, schwedischer Handballspieler und -trainer
- 27. Juni: Swetlana Kusnezowa, russische Tennisspielerin
- 27. Juni: Nico Rosberg, deutscher Automobilrennfahrer
- 30. Juni: Trevor Ariza, US-amerikanischer Basketballspieler
- 30. Juni: Michael Phelps, US-amerikanischer Schwimmer und Weltrekordhalter
- 30. Juni: Arne Tode, deutscher Motorradrennfahrer

### Juli
- 01. Juli: Michael Delura, deutscher Fußballspieler
- 01. Juli: Annike Krahn, deutsche Fußballspielerin
- 01. Juli: Tendai Mtawarira, südafrikanischer Rugbyspieler
- 01. Juli: Iiro Tarkki, finnischer Eishockeytorhüter
- 03. Juli: Jure Šinkovec, slowenischer Skispringer
- 04. Juli: Goran Antic, Schweizer Fußballspieler
- 05. Juli: Markus Richwien, deutscher Handballspieler
- 05. Juli: Isaac Tutumlu, spanischer Automobilrennfahrer
- 06. Juli: Stefano Chiapolino, italienischer Skispringer
- 07. Juli: Marc Stein, deutscher Fußballspieler
- 09. Juli: Lewan Aroschidse, georgischer Schachspieler
- 09. Juli: Paweł Korzeniowski, polnischer Schwimmer
- 09. Juli: Sonja Schöber, deutsche Schwimmerin
- 09. Juli: Pablo Ernesto Vitti, argentinischer Fußballspieler
- 09. Juli: Ashley Young, englischer Fußballspieler
- 10. Juli: Mario Gómez, deutscher Fußballspieler Mario Gómez

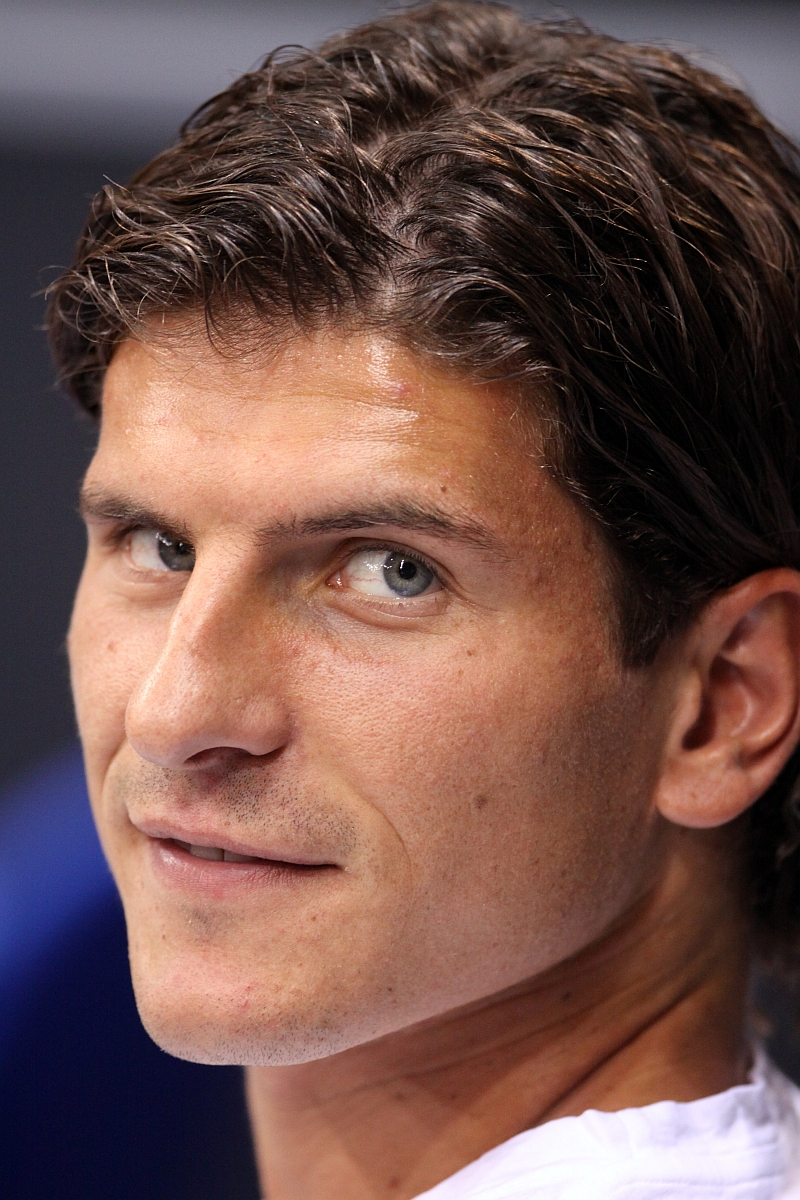
Mario Gómez

- 10. Juli: Brandon Crombeen, US-amerikanischer Eishockeyspieler
- 11. Juli: Ele Opeloge, samoanische Gewichtheberin
- 12. Juli: Besar Nimani, deutscher Profi-Boxer († 2024)
- 12. Juli: Daniel Oliveira, brasilianischer Rallyefahrer
- 12. Juli: Timo Röttger, deutscher Fußballspieler
- 12. Juli: Emil Hegle Svendsen, norwegischer Biathlet
- 13. Juli: Charlotte Dujardin, britische Dressurreiterin
- 14. Juli: Orhan Akkurt, deutscher Fußballspieler
- 14. Juli: Billy Celeski, mazedonisch-australischer Fußballspieler
- 14. Juli: Oscar Scarione, argentinischer Fußballspieler
- 14. Juli: Darrelle Revis, US-amerikanischer American-Football-Spieler
- 15. Juli: Chris Oliver, US-amerikanischer Basketballspieler
- 16. Juli: Denis Tahirović, kroatischer Fußballspieler
- 16. Juli: Olivier Veigneau, französischer Fußballspieler
- 17. Juli: Francis Banecki, deutscher Fußballspieler
- 17. Juli: Krisztina Triscsuk, russisch-ungarische Handballspielerin
- 19. Juli: LaMarcus Aldridge, US-amerikanischer Basketballspieler
- 19. Juli: Stefan Lehner, österreichischer Handballspieler
- 20. Juli: L. J. van Zyl, südafrikanischer Leichtathlet
- 21. Juli: Filip Polášek, slowakischer Tennisspieler
- 22. Juli: Mariama Signaté, französische Handballspielerin
- 23. Juli: William Dunlop, britischer Motorradrennfahrer († 2018)
- 24. Juli: Pankaj Advani, indischer Snooker- und English-Billiards-Spieler
- 24. Juli: Robert Arsumanjan, armenischer Fußballspieler
- 24. Juli: Felix Danner, deutscher Handballspieler
- 25. Juli: Nelson Piquet junior, brasilianischer Automobilrennfahrer
- 26. Juli: Sayuri Asahara, japanische Badmintonspielerin
- 26. Juli: Marinko Kelečević, bosnischer Handballspieler († 2011)
- 27. Juli: Husain Abdullah, US-amerikanischer American-Football-Spieler
- 28. Juli: Christian Süß, deutscher Tischtennisspieler
- 29. Juli: Besart Berisha, albanischer Fußballspieler

### August
- 01. August: Stuart Holden, US-amerikanischer Fußballspieler
- 01. August: Susanne Kasperczyk, deutsche Fußballspielerin
- 02. August: Laura Steinbach, deutsche Handballspielerin
- 03. August: Benjamin Herth, deutscher Handballspieler und -trainer
- 03. August: Ats Purje, estnischer Fußballspieler
- 04. August: Shannon Cole, australischer Fußballspieler
- 04. August: Mark Milligan, australischer Fußballspieler
- 06. August: Michael Andrei, deutscher Volleyballspieler
- 07. August: Elwira Nurmustafina, kasachische Fußballschiedsrichterin
- 08. August: Ruky Abdulai, kanadische Leichtathletin
- 08. August: Sascha Ilitsch, deutscher Handballspieler
- 08. August: Kai Kovaljeff, finnischer Skispringer
- 09. August: Luca Filippi, italienischer Automobilrennfahrer
- 09. August: Filipe Luís, brasilianischer Fußballspieler
- 09. August: Stiven Rivić, kroatischer Fußballspieler
- 10. August: Wiebke Kethorn, deutsche Handballspielerin
- 12. August: Danny Graham, englischer Fußballspieler
- 12. August: Stephanie Laier, deutsche Motorradrennfahrerin
- 13. August: Olubayo Adefemi, nigerianischer Fußballspieler († 2011)
- 13. August: Marc Gallego, deutscher Fußballspieler
- 13. August: Stephan Maurer, Schweizer Snowboarder
- 13. August: Mattia Pasini, italienischer Motorradrennfahrer
- 17. August: Wim Botman, niederländischer Radrennfahrer
- 17. August: Paul Schmidt-Hellinger, deutscher Leichtathlet
- 18. August: Barbara Abart, italienische Naturbahnrodlerin
- 18. August: Edvinas Ramanauskas, litauischer Kanute
- 19. August: Lindsey Jacobellis, US-amerikanische Snowboarderin
- 19. August: Tom Sykes, britischer Motorradrennfahrer
- 20. August: Natalie Hagel, deutsche Handballspielerin
- 20. August: Andreas Rojewski, deutscher Handballspieler
- 21. August: Nicolás Almagro, spanischer Tennisspieler
- 22. August: Jens Byggmark, schwedischer Skirennläufer

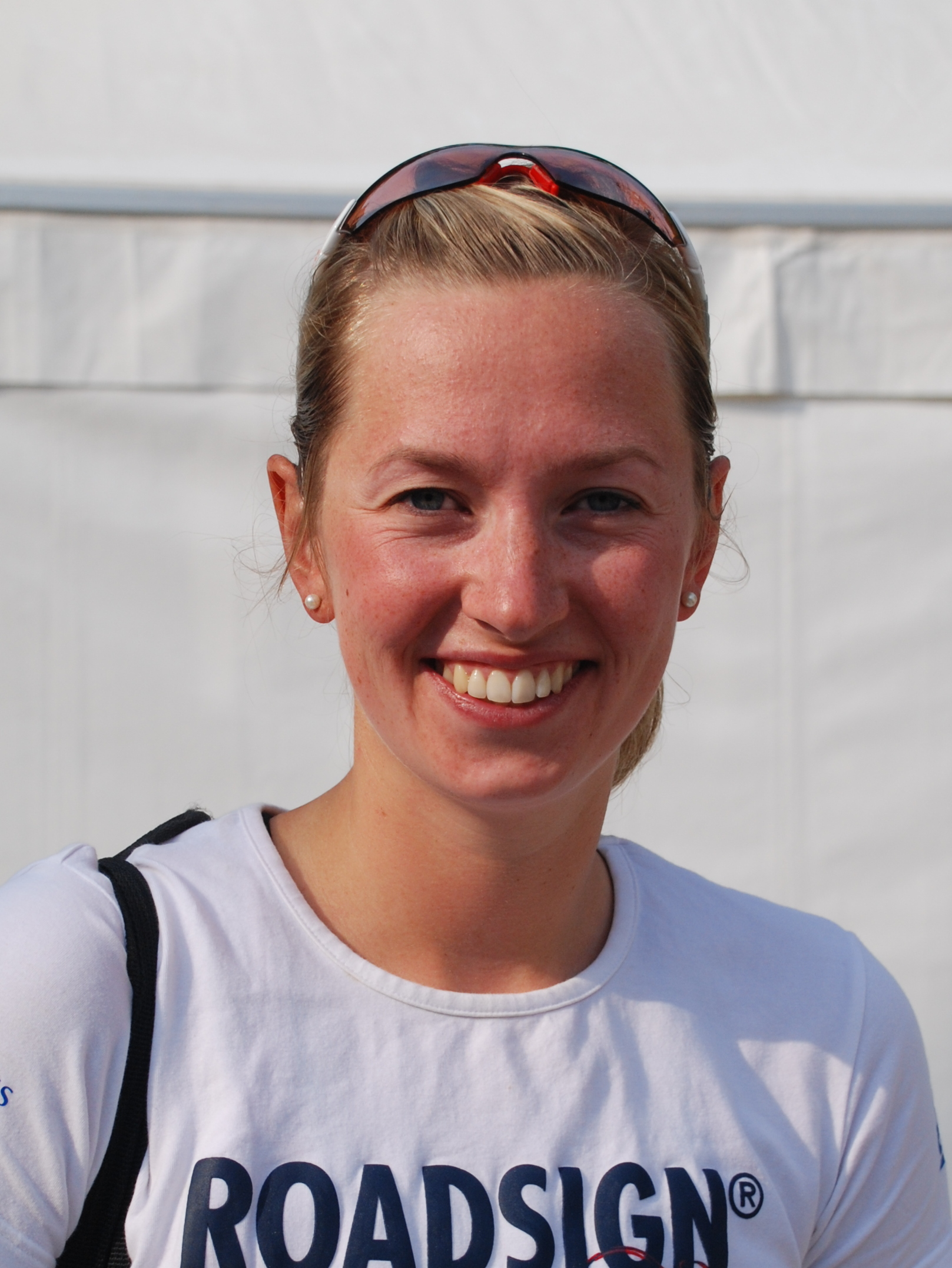
Ruth Kolokotronis

- 22. August: Ruth Kolokotronis (geb. Flemig), deutsche Beachvolleyballspielerin
- 26. August: Negin Amiripour, iranische Badmintonspielerin
- 27. August: Maro Engel, deutscher Automobilrennfahrer
- 27. August: Nikica Jelavić, kroatischer Fußballspieler
- 27. August: Sören Pirson, deutscher Fußballspieler
- 27. August: André Rankel, deutscher Eishockeyspieler
- 29. August: Michael Schmerda, deutscher Eishockeyspieler
- 30. August: Tianna Bartoletta, US-amerikanische Leichtathletin
- 30. August: Leisel Jones, australische Schwimmerin
- 30. August: Steven Smith, schottischer Fußballspieler
- 31. August: Dramane Kamaté, ivorischer Fußballspieler

### September
- 01. September: François Fargère, französischer Schachspieler
- 02. September: Kevin Jahn, deutscher Handballspieler
- 03. September: Friba Razayee, afghanische Judoka
- 04. September: Raúl Albiol, spanischer Fußballspieler
- 04. September: Juan Carlos Arias Pérez, kubanischer Bahn- und Straßenradrennfahrer
- 04. September: Andrew Meyrick, britischer Automobilrennfahrer
- 05. September: Saboor Khalili, afghanischer Fußballspieler
- 05. September: Jan Mazoch, tschechischer Skispringer
- 05. September: Kristi Vangjeli, albanischer Fußballspieler
- 06. September: Ali Ashfaq, maledivischer Fußballspieler
- 06. September: Simon Baumgarten, deutscher Handballspieler
- 07. September: Aurimas Lankas, litauischer Kanute
- 07. September: Rafinha, brasilianischer Fußballspieler
- 09. September: Luka Modrić, kroatischer Fußballspieler
- 10. September: Neil Walker, US-amerikanischer Baseballspieler
- 11. September: Shaun Livingston, US-amerikanischer Basketballspieler

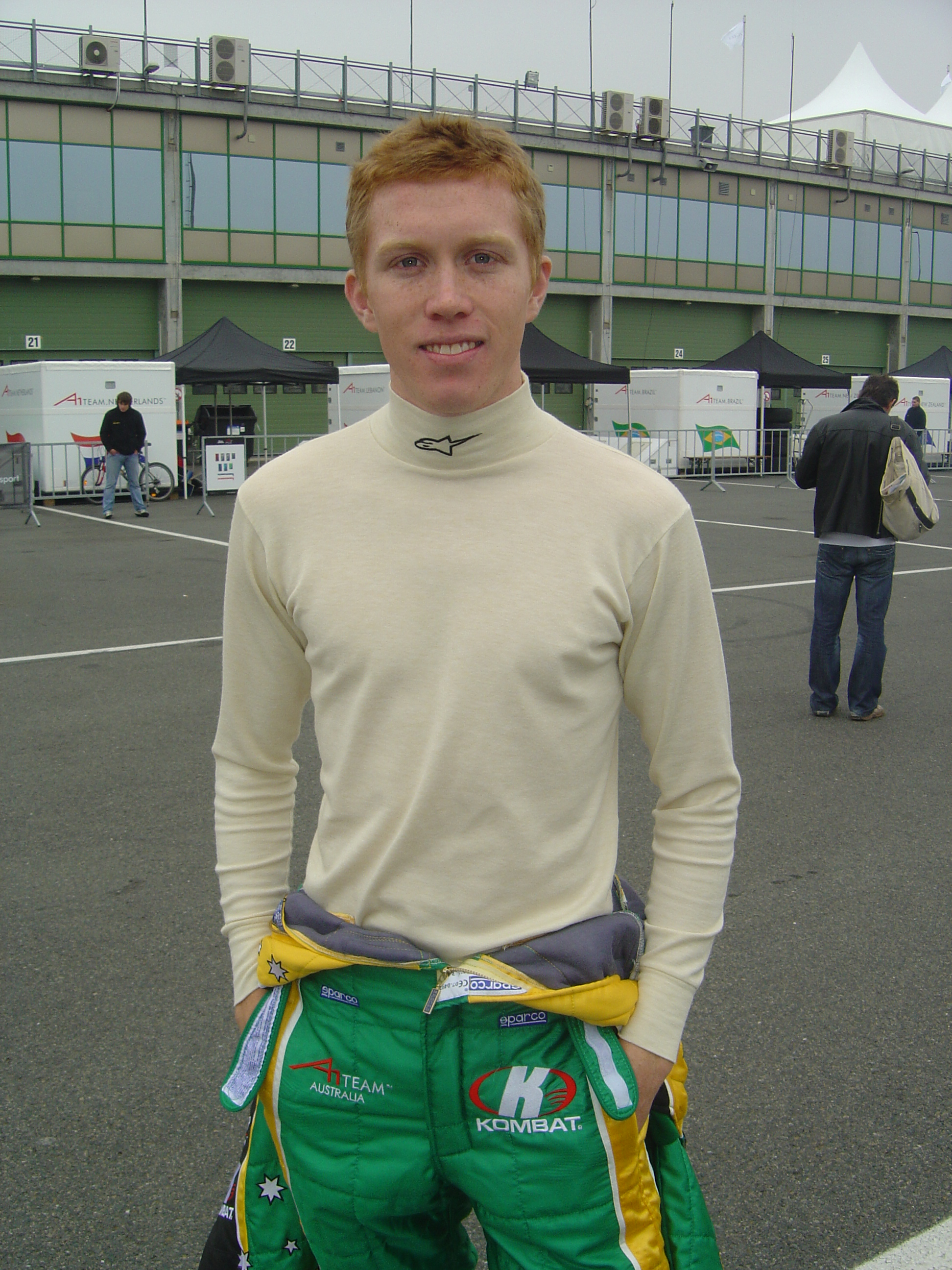
Ian Dyk

- 14. September: Dennis Wilke, deutscher Handballspieler
- 15. September: Ian Dyk, australischer Automobilrennfahrer
- 15. September: François-Olivier Roberge, kanadischer Eisschnellläufer
- 16. September: Miguel Ángel de Amo Fernández-Echevarría, spanischer Volleyball- und Beachvolleyballspieler
- 16. September: Sandro Burki, Schweizer Fußballspieler
- 16. September: Kieren Edge, südafrikanischer Eishockeyspieler und -trainer
- 16. September: Johan Remen Evensen, norwegischer Skispringer
- 17. September: Tomáš Berdych, tschechischer Tennisspieler
- 17. September: Hailey Duke, US-amerikanische Skirennläuferin

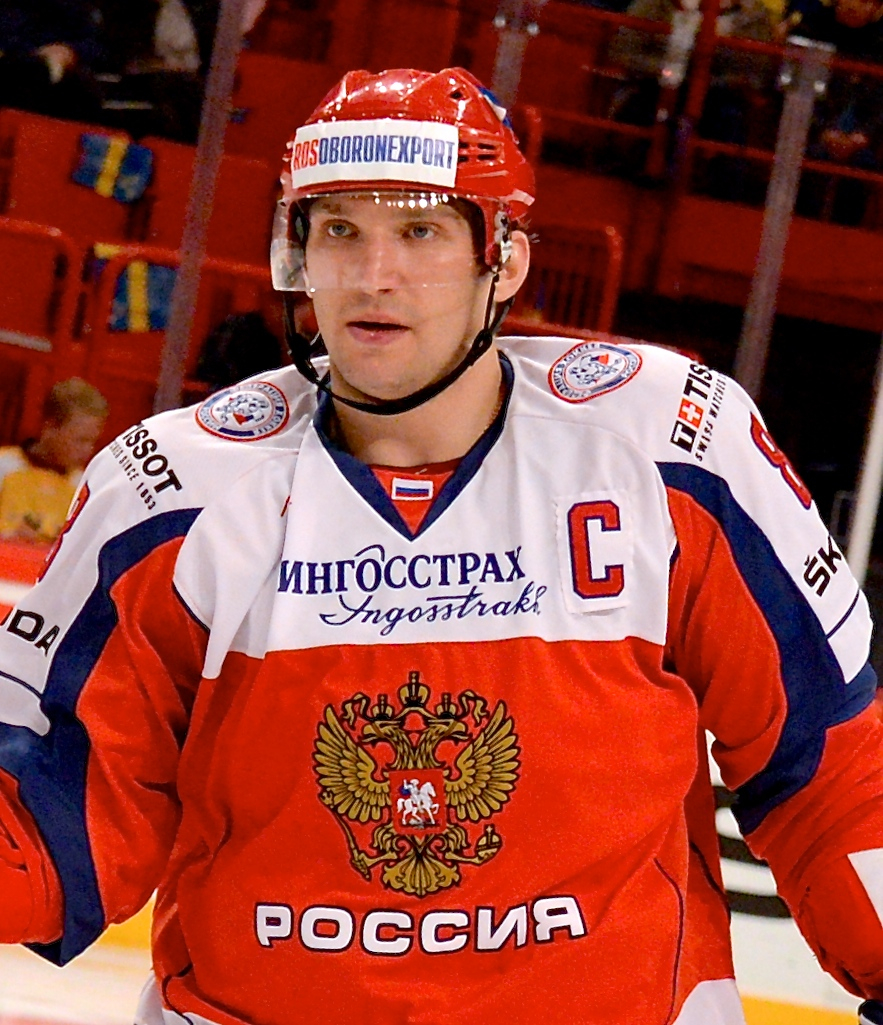
Alexander Owetschkin

- 17. September: Alexander Owetschkin, russischer Eishockeyspieler
- 17. September: Shericka Williams, jamaikanische Sprinterin
- 18. September: Steffi Bergmann, deutsche Handballspielerin
- 20. September: Julius Emrich, deutscher Handballspieler
- 21. September: Pedro Geromel, brasilianisch-italienischer Fußballspieler
- 23. September: Hossein Kaabi, iranischer Fußballspieler
- 23. September: Usim Nduka, nigerianisch-aserbaidschanischer Fußballspieler
- 24. September: Saidat Adegoke, nigerianische Fußballspielerin
- 24. September: Jonatan Soriano, spanischer Fußballspieler
- 25. September: Marvin Matip, deutscher Fußballspieler
- 25. September: Tino Semmer, deutscher Fußballspieler
- 26. September: Senijad Ibričić, bosnisch-herzegowinischer Fußballspieler
- 26. September: Trenton Meacham, US-amerikanischer Basketballspieler
- 27. September: Ibrahim Touré, ivorischer Fußballspieler († 2014)
- 29. September: Calvin Johnson, US-amerikanischer American-Football-Spieler
- 29. September: Dani Pedrosa, spanischer Motorradrennfahrer
- 30. September: Olcan Adın, türkischer Fußballspieler

### Oktober

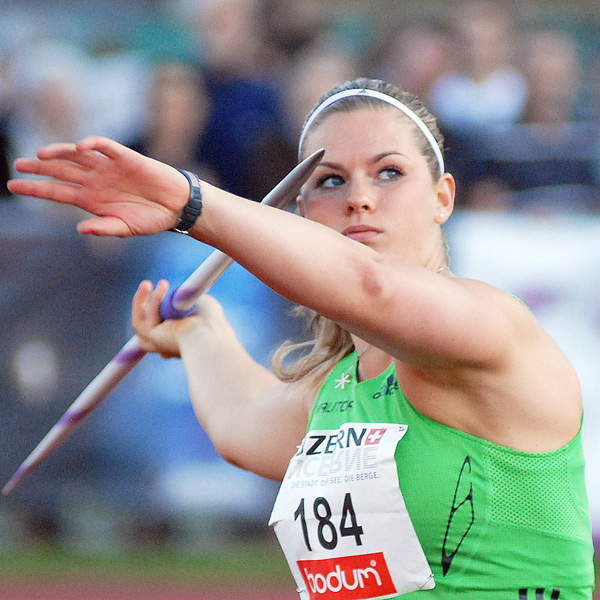
Ásdís Hjálmsdóttir

- 01. Oktober: Scott Mansell, britischer Automobilrennfahrer
- 01. Oktober: Revazi Zintiridis, griechischer Judoka
- 03. Oktober: Anna Kraft, deutsche Leichtathletin und Sportjournalistin
- 04. Oktober: Daniel la Rosa, deutscher Automobilrennfahrer
- 05. Oktober: Matteo Marsaglia, italienischer Skirennläufer
- 05. Oktober: Sian Massey-Ellis, englische Fußballschiedsrichterassistentin
- 07. Oktober: Jana Chochlowa, russische Eiskunstläuferin
- 09. Oktober: Lukas Sinkiewicz, deutscher Fußballspieler
- 11. Oktober: Matthias Puhle, deutscher Handballspieler
- 11. Oktober: Philipp Seitle, deutscher Handballspieler
- 11. Oktober: Isabella Thomsen, dänische Handballspielerin
- 12. Oktober: Olha Beresnjewa, ukrainische Schwimmerin
- 12. Oktober: Michelle Carter, US-amerikanische Kugelstoßerin
- 12. Oktober: Ilsinho, brasilianischer Fußballspieler
- 15. Oktober: Milan Hriňák, slowakischer Volleyballspieler
- 15. Oktober: Marcos Martínez, spanischer Automobilrennfahrer
- 16. Oktober: Manuel Späth, deutscher Handballspieler
- 16. Oktober: Casey Stoner, australischer Motorradrennfahrer
- 17. Oktober: Kiril Akalski, bulgarischer Fußballtorwart
- 17. Oktober: Christine Magnuson, US-amerikanische Schwimmerin
- 21. Oktober: Przemysław Odrobny, polnischer Eishockeytorwart
- 22. Oktober: Barbara Leibssle-Balogh, ungarische Handballspielerin
- 23. Oktober: Moa Abdellaoue, norwegischer Fußballspieler
- 23. Oktober: Svenja Huber, deutsche Handballspielerin
- 24. Oktober: Victoria Max-Theurer, österreichische Dressurreiterin
- 24. Oktober: Wayne Rooney, englischer Fußballspieler
- 25. Oktober: Arkadij Naiditsch, deutscher Schachspieler lettischer Herkunft
- 26. Oktober: Labinot Haliti, albanisch-australischer Fußballspieler
- 26. Oktober: Carolin Schumski, deutsche Fußballspielerin
- 28. Oktober: Ásdís Hjálmsdóttir, isländische Speerwerferin
- 29. Oktober: Cal Crutchlow, britischer Motorradrennfahrer
- 29. Oktober: Serdar Gözübüyük, niederländischer Fußballschiedsrichter
- 31. Oktober: Kerron Clement, US-amerikanischer Leichtathlet
- 31. Oktober: Branimir Koloper, kroatischer Handballspieler und -trainer
- 31. Oktober: Aditya Mehta, indischer Snookerspieler
- 31. Oktober: Sascha Rabe, deutscher Eiskunstläufer

### November
- 02. November: Davor Palo, dänischer Schachgroßmeister
- 03. November: Fabian Ammon, deutscher Fußballspieler
- 03. November: Guido Landert, Schweizer Skispringer
- 03. November: Philipp Tschauner, deutscher Fußballspieler
- 04. November: Marcell Jansen, deutscher Fußballspieler
- 05. November: Silja Lehtinen, finnische Seglerin
- 05. November: Johannes Neumann, deutscher Schwimmer
- 07. November: Mark Bridge, australischer Fußballspieler
- 07. November: Tom Croft, englischer Rugbyspieler
- 08. November: Alban Ramaj, albanischer Fußballspieler
- 10. November: Marco Barba, spanischer Automobilrennfahrer
- 10. November: Aleksandar Kolarov, serbischer Fußballspieler
- 14. November: Mara Abbott, US-amerikanische Radrennfahrerin
- 14. November: Veroljub Salatić, Schweizer-Bosnischer Fußballspieler
- 14. November: Thomas Vermaelen, belgischer Fußballspieler
- 14. November: Andreas Vilberg, norwegischer Skispringer
- 14. November: Jurijs Žigajevs, lettischer Fußballspieler
- 15. November: Guilherme Afonso, angolanisch-schweizerischer Fußballspieler
- 16. November: Benjamin Krotz, deutscher Handballspieler
- 17. November: Fikri El Haj Ali, deutscher Fußballspieler
- 18. November: Melanie Behringer, deutsche Fußballspielerin
- 18. November: Allyson Felix, US-amerikanische Leichtathletin
- 18. November: Michél Kniat, deutscher Fußballspieler und -trainer
- 21. November: Michael Hamlin, US-amerikanischer American-Football-Spieler
- 22. November: Vicente Arze, bolivianischer Fußballspieler
- 22. November: Lukáš Pešek, tschechischer Motorradrennfahrer
- 23. November: Wiktor Ahn, russischer Shorttrack-Läufer
- 23. November: Dennis Kuipers, niederländischer Rallyefahrer
- 24. November: Fabiano de Lima Campos Maria, brasilianischer Fußballspieler
- 24. November: George Raynor, englischer Fußballspieler und -trainer
- 25. November: Marit Malm Frafjord, norwegische Handballspielerin
- 25. November: Arlan, brasilianischer Fußballspieler
- 25. November: Eriko Satō, japanische Fußballspielerin
- 26. November: Nikola Pokrivač, kroatischer Fußballspieler († 2025)
- 27. November: Lara Dickenmann, Schweizer Fußballspielerin
- 27. November: Tim Jost, deutscher Handballspieler
- 27. November: Dominik Stroh-Engel, deutscher Fußballspieler
- 28. November: Andreas Arén, schwedischer Skispringer
- 28. November: Magdalena Zawada, polnische Naturbahnrodlerin
- 29. November: Sven Lechner, deutscher Handballspieler
- 30. November: Brigitte Acton, kanadische Skirennläuferin

### Dezember
- 01. Dezember: Emiliano Viviano, italienischer Fußballspieler
- 01. Dezember: Björn Vleminckx, belgischer Fußballspieler
- 02. Dezember: Tatjana Asarowa, kasachische Hürdenläuferin
- 03. Dezember: László Cseh, ungarischer Schwimmer
- 03. Dezember: Josep Gómes, andorranischer Fußballspieler
- 04. Dezember: Ibtihaj Muhammad, US-amerikanische Fechterin
- 05. Dezember: McJoe Arroyo, puerto-ricanischer Boxer
- 05. Dezember: McWilliams Arroyo, puerto-ricanischer Boxer
- 05. Dezember: André-Pierre Gignac, französischer Fußballspieler
- 05. Dezember: Jürgen Gjasula, deutsch-albanischer Fußballspieler
- 06. Dezember: Janier Acevedo, kolumbianischer Straßenradrennfahrer
- 08. Dezember: Xavier Carter, US-amerikanischer Leichtathlet
- 08. Dezember: Dwight Howard, US-amerikanischer Basketballspieler
- 08. Dezember: Clémentine Mukandanga, ruandische Langstreckenläuferin
- 09. Dezember: Kristoffer Andersen, belgisch-dänischer Fußballspieler
- 09. Dezember: Michael Krämer, deutscher Fußballspieler
- 09. Dezember: Ashleigh Moolman, südafrikanische Radrennfahrerin
- 09. Dezember: Sebastian Schneider, deutscher Handballspieler
- 10. Dezember: Charlie Adam, schottischer Fußballspieler
- 10. Dezember: Sander Armée, belgischer Straßenradrennfahrer
- 11. Dezember: Daniil Mowe, russischer Automobilrennfahrer
- 11. Dezember: Anastassija Posdnjakowa, russische Wasserspringerin
- 11. Dezember: Zdeněk Štybar, tschechischer Cyclocross- und Straßenradrennfahrer
- 14. Dezember: Sévi Amoussou, beninischer Fußballspieler

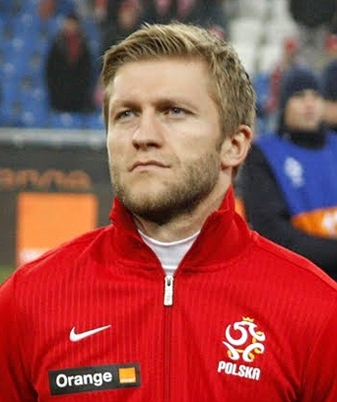
Jakub Błaszczykowski

- 14. Dezember: Jakub Błaszczykowski, polnischer Fußballspieler
- 14. Dezember: Chris Czekaj, walisischer Rugbyspieler
- 14. Dezember: Jewgeni Lagunow, russischer Schwimmer
- 15. Dezember: Adi Rocha, brasilianischer Fußballspieler
- 15. Dezember: Martin Růžička, tschechischer Eishockeyspieler
- 16. Dezember: Tatsuya Kawahara, japanischer Fußballspieler
- 16. Dezember: James Nash, britischer Automobilrennfahrer
- 16. Dezember: José Alberto Shaffer, argentinischer Fußballspieler
- 17. Dezember: Sebastian Haupt, deutscher Skeletonfahrer
- 17. Dezember: Tine Mikkelsen, dänische Handballspielerin
- 18. Dezember: Tomoya Adachi, japanischer Marathonläufer
- 18. Dezember: Heidi Andreasen, erfolgreiche Schwimmerin bei den Paralympics
- 19. Dezember: Neil Kilkenny, australischer Fußballspieler
- 19. Dezember: Stefan Kneer, deutscher Handballspieler und -trainer
- 19. Dezember: Gary Cahill, englischer Fußballspieler
- 22. Dezember: José Vicente Toribio, spanischer Radrennfahrer
- 23. Dezember: Darren England, englischer Fußballschiedsrichter
- 23. Dezember: Christian Hildebrand, deutscher Handballspieler
- 24. Dezember: Christina Schwanitz, deutsche Kugelstoßerin
- 25. Dezember: Lukas Klapfer, österreichischer Kombinierer
- 26. Dezember: Gediminas Bagdonas, litauischer Radrennfahrer
- 26. Dezember: Charline Hartmann, deutsche Fußballspielerin

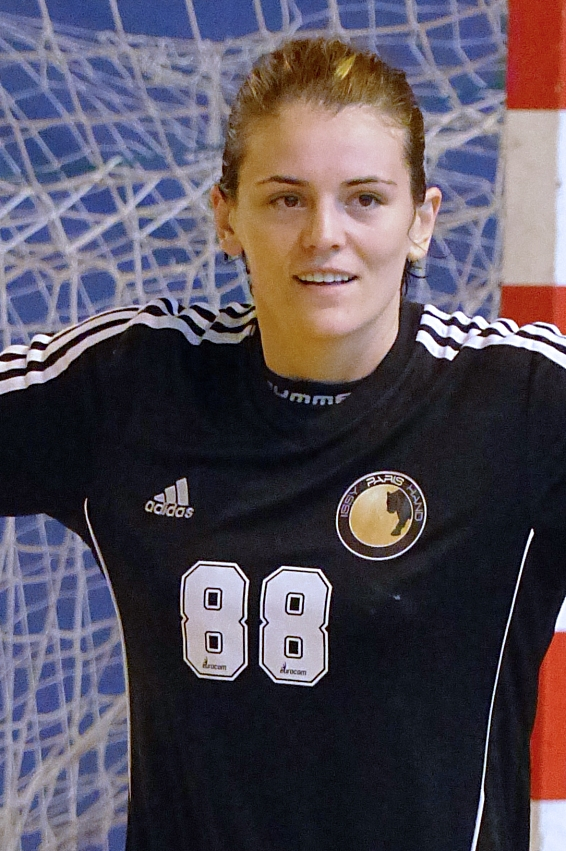
Marija Jovanović

- 26. Dezember: Marija Jovanović, montenegrinische Handballspielerin
- 26. Dezember: Noélie Yarigo, beninisch-französische Mittelstreckenläuferin
- 27. Dezember: Jérôme D’Ambrosio, belgischer Automobilrennfahrer
- 27. Dezember: Daiki Itō, japanischer Skispringer
- 27. Dezember: Verona van de Leur, niederländische Kunstturnerin und Pornodarstellerin
- 27. Dezember: Thomas Ower, deutscher Eishockeytorwart
- 27. Dezember: Cristian Villagra, argentinischer Fußballspieler
- 28. Dezember: Taryn Terrell, US-amerikanische Wrestlerin, Schauspielerin und Model
- 31. Dezember: Alejandra Salazar, spanische Padelspielerin

## Gestorben

### Januar
- 01. Januar: Knud Vermehren, dänischer Turner (* 1890)
- 02. Januar: Friedrich Prehn, deutscher Leichtathlet (* 1901)
- 04. Januar: Brian Horrocks, britischer Moderner Fünfkämpfer (* 1895)
- 09. Januar: Henri Louette, belgischer Eishockeyspieler (* 1900)
- 11. Januar: Edgar Reinhardt, deutscher Feldhandball- und Basketballspieler sowie Leichtathlet (* 1914)
- 13. Januar: Tone Folkeson, norwegische Tischtennisspielerin (* 1964)
- 14. Januar: Suzanne Kiffer-Porte, französische Schwimmerin (* 1901)
- 15. Januar: Josef Sedláček, österreichisch-tschechoslowakischer Fußballspieler (* 1893)
- 18. Januar: Santiago Urtizberea, baskisch-spanischer Fußballspieler (* 1909)
- 21. Januar: Jan Peka, tschechoslowakischer Eishockeytorhüter (* 1894)
- 25. Januar: Ralph Broome, britischer Bobfahrer (* 1889)
- 28. Januar: Alfredo Foni, italienischer Fußballspieler und -trainer (* 1911)
- 29. Januar: Ernest Chambers, britischer Radrennfahrer (* 1907)

### Februar
- 03. Februar: George Bihlman, US-amerikanischer Leichtathlet (* 1895)
- 04. Februar: Nicolas Hoydonckx, belgischer Fußballspieler (* 1900)
- 05. Februar: Sydney Cozens, britischer Radrennfahrer (* 1908)
- 05. Februar: Erich Stoschek, deutscher Leichtathlet (* 1903)
- 10. Februar: Franciszek Kawa, polnischer Skilangläufer und Leichtathlet (* 1901)
- 12. Februar: Georges Gautschi, Schweizer Eiskunstläufer (* 1904)
- 12. Februar: Jerzy Skolimowski, polnischer Ruderer (* 1907)
- 19. Februar: Charles Hoff, norwegischer Leichtathlet (* 1902)
- 22. Februar: Victor Carlund, schwedischer Fußballspieler (* 1906)
- 23. Februar: Erik Andersson, schwedischer Schwimmer und Wasserballspieler (* 1896)
- 24. Februar: Janusz Ślązak, polnischer Ruderer (* 1907)
- 24. Februar: Eduard Sperling, deutscher Ringer (* 1902)
- 27. Februar: Alfred Rosesco, US-amerikanischer Handballspieler (* 1914)
- 28. Februar: Geoffrey Bamforth, englischer Fußballspieler (* 1896)
- 000Februar: Heinz Hemmi, Schweizer Leichtathlet (* 1899)

### März
- 01. März: Carlo Legutti, italienischer Radrennfahrer (* 1912)
- 02. März: Edgar Behr, deutscher Regattasegler (* 1910)
- 02. März: Wilhelm Rothmayer, österreichischer Leichtathlet (* 1910)
- 02. März: Gyula Szepes, ungarischer Skisportler (* 1899)
- 05. März: Cyril Stiles, neuseeländischer Ruderer (* 1904)
- 06. März: Sebastian Huber, deutscher Bobfahrer (* 1901)
- 12. März: Alfred Eluère, französischer Rugbyspieler und Sportfunktionär (* 1893)
- 13. März: Hans Eckstein, deutscher Wasserballspieler, -trainer und -schiedsrichter (* 1908)
- 18. März: Myrtle Cook, kanadische Leichtathletin (* 1902)
- 19. März: Michał Górski, polnischer Skirennläufer (* 1911)
- 22. März: Albin Jansson, schwedischer Eishockeyspieler (* 1897)
- 22. März: Grégoire Laurent, luxemburgischer Boxer und Boxtrainer (* 1906)
- 25. März: Thelma Kench, neuseeländische Leichtathletin (* 1914)
- 27. März: Hugh Farquharson, kanadischer Eishockeyspieler und -trainer (* 1911)
- 28. März: Ray Dodge, US-amerikanischer Leichtathlet (* 1900)
- 28. März: Henry Hansen, dänischer Radrennfahrer (* 1902)
- 28. März: Marcus Nikkanen, finnischer Eiskunstläufer (* 1904)
- 29. März: Hermann Herbold, deutscher Ruderer (* 1906)
- 29. März: Gerhard Stöck, deutscher Leichtathlet (* 1911)
- 30. März: Ōshima Kenkichi, japanischer Leichtathlet (* 1908)
- 31. März: Erik Burman, schwedischer Eishockeyspieler (* 1897)

### April
- 02. April: William Stevenson, US-amerikanischer Leichtathlet (* 1900)
- 04. April: Georg von Boisman, schwedischer Moderner Fünfkämpfer (* 1910)
- 04. April: Hannes Sirola, finnischer Turner (* 1890)
- 06. April: Terence Sanders, britischer Ruderer (* 1901)
- 08. April: Adam Smith, US-amerikanischer Schwimmer (* 1903)
- 12. April: Édouard Baumann, französischer Fußballspieler (* 1895)
- 15. April: Jack Medica, US-amerikanischer Schwimmer (* 1914)
- 15. April: Hedevig Rasmussen-Gjørling, dänische Schwimmerin (* 1902)
- 20. April: Harold Smallwood, US-amerikanischer Leichtathlet (* 1915)
- 22. April: Albéric Loqueheux, französischer Automobilrennfahrer (* 1903)
- 24. April: Franz Neuens, luxemburgischer Radrennfahrer (* 1912)
- 26. April: Yvonne Degraine, französische Schwimmerin (* 1899)
- 30. April: Edgar Mountain, britischer Leichtathlet (* 1901)

### Mai
- 01. Mai: Jakob Vogt, deutscher Gewichtheber (* 1902)
- 02. Mai: Attilio Bettega, italienischer Rallyefahrer (* 1953)
- 06. Mai: Pete Desjardins, US-amerikanischer Wasserspringer (* 1907)
- 09. Mai: Svea Norén, schwedische Eiskunstläuferin (* 1895)
- 09. Mai: Adriaan Paulen, niederländischer Leichtathlet und Sportfunktionär (* 1902)
- 13. Mai: Richard Donovan, US-amerikanischer Eisschnellläufer (* 1901)
- 15. Mai: Emerson Spencer, US-amerikanischer Leichtathlet (* 1906)
- 18. Mai: Harald Andersson, schwedischer Leichtathlet (* 1907)
- 26. Mai: Hendrika van Rumt, niederländische Turnerin (* 1897)
- 29. Mai: Mario Revelli di Beaumont, italienischer Motorradrennfahrer und Fahrzeugdesigner (* 1907)
- 30. Mai: Gustav Jaenecke, deutscher Eishockey- und Tennisspieler (* 1908)
- 31. Mai: Rein de Waal, niederländischer Hockeyspieler (* 1904)
- 000Mai: Horatio Fitch, US-amerikanischer Leichtathlet (* 1900)
- 000Mai: William Miller, US-amerikanischer Ruderer (* 1905)

### Juni
- 03. Juni: Tjeerd Boersma, niederländischer Leichtathlet (* 1915)
- 06. Juni: Václav Vohralík, tschechoslowakischer Leichtathlet und Fußballtrainer (* 1892)
- 07. Juni: Rudolf Burkert, deutschböhmischer Skisportler (* 1904)
- 10. Juni: Gulli Ewerlund, schwedische Schwimmerin (* 1902)
- 12. Juni: Dino Barsotti, italienischer Ruderer (* 1903)
- 24. Juni: Hans Mariacher, österreichischer Skispringer und -rennläufer (* 1910)
- 28. Juni: Kalle Matilainen, finnischer Leichtathlet (* 1899)

### Juli
- 01. Juli: Adolf Andersson, schwedischer Schwimmer (* 1888)
- 01. Juli: Jean Van Den Bosch, belgischer Radrennfahrer (* 1898)
- 03. Juli: Erik Ågren, schwedischer Boxer (* 1916)
- 11. Juli: John Boulicault, US-amerikanischer Radrennfahrer (* 1906)
- 18. Juli: David Theander, schwedischer Schwimmer (* 1892)
- 21. Juli: Erich Koschik, deutscher Kanute (* 1913)
- 22. Juli: Matti Järvinen, finnischer Leichtathlet (* 1909)
- 25. Juli: Silvio Alverà, italienischer Skirennläufer (* 1921)
- 30. Juli: Ibrahim Geagea, libanesischer Skirennfahrer (* 1924)

### August
- 01. August: Helene Engelmann, österreichische Eiskunstläuferin (* 1898)
- 03. August: George Dempsey, australisch-US-amerikanischer Radrennfahrer (* 1905)
- 08. August: Julie Vlasto, französische Tennisspielerin (* 1903)
- 14. August: Manuel Armangué, spanischer Wasserballspieler (* 1901)
- 20. August: Kenneth Kennedy, australischer Eisschnellläufer, Eishockeyspieler und -funktionär (* 1913)
- 21. August: István Szendeffy, ungarischer Ruderer (* 1899)
- 25. August: Eugenio Dellacasa, italienischer Wasserballspieler (* 1901)
- 29. August: Leo Freisinger, US-amerikanischer Eisschnellläufer und Eisschnelllauftrainer (* 1916)
- 29. August: Michel Pécheux, französischer Fechter (* 1911)
- 30. August: Cornelius Erwin Righter, US-amerikanischer American-Football-, Basketball- und Rugby-Union-Spieler und Footballtrainer (* 1897)

### September
- 01. September: Stefan Bellof, deutscher Automobilrennfahrer (* 1957)
- 05. September: Gerald Dreyer, südafrikanischer Boxer (* 1929)
- 07. September: Frank Kinard, US-amerikanischer American-Football-Spieler (* 1914)
- 10. September: Werner Meyer, Schweizer Handballspieler (* 1914)
- 18. September: Carmen Barth, US-amerikanischer Boxer (* 1912)
- 20. September: Kawamoto Taizō, japanischer Fußballspieler (* 1914)
- 25. September: Pál Kucsera, ungarischer Radsportler (* 1922)
- 30. September: Aleksejs Jurjevs, lettischer Radrennfahrer (* 1909)

### Oktober
- 04. Oktober: Josef Herda, tschechoslowakischer Ringer (* 1910)
- 08. Oktober: Giorgio Santelli, italienischer Säbelfechter und Fechttrainer (* 1897)
- 14. Oktober: Ludwig Landen, deutscher Kanute (* 1908)
- 17. Oktober: Omero Bonoli, italienischer Turner (* 1909)
- 18. Oktober: Medardo Galli, italienischer Ruderer (* 1907)
- 21. Oktober: Jens Lambæk, dänischer Turner (* 1899)
- 23. Oktober: Godfried De Vocht, belgischer Radrennfahrer (* 1908)
- 30. Oktober: Edgar Bruun, norwegischer Leichtathlet (* 1905)
- 30. Oktober: Raul Hellberg, finnischer Radrennfahrer (* 1900)
- 31. Oktober: Frank Handley, britischer Leichtathlet (* 1910)
- 000Oktober: Hans Trauttenberg, österreichischer Eishockeyspieler (* 1909)

### November
- 01. November: Arnold Pihlak, estnischer Fußballspieler (* 1902)
- 03. November: Lucien Michard, französischer Bahnradsportler (* 1903)
- 10. November: Olav Sunde, norwegischer Leichtathlet (* 1903)
- 11. November: Gerolamo Quaglia, italienischer Ringer (* 1902)
- 11. November: Leni Schmidt, deutsche Leichtathletin (* 1906)
- 12. November: Owen Churchill, US-amerikanischer Segler (* 1896)
- 18. November: Yrjö Nikkanen, finnischer Leichtathlet (* 1914)
- 19. November: Robert Breiter, Schweizer Eishockeyspieler (* 1909)
- 25. November: Rebii Erkal, türkischer Fußballspieler und -trainer (* 1911)
- 25. November: Alfred de Rauch, französischer Eishockeyspieler (* 1887)
- 28. November: John McNally, US-amerikanischer American-Football-Spieler (* 1903)
- 29. November: Gaston Féry, französischer Leichtathlet (* 1900)

### Dezember
- 01. Dezember: Hector Chotteau, belgischer Eishockeytorhüter (* 1898)
- 04. Dezember: Elisabeth Gloy, deutsche Feldhockeyspielerin (* 1915)
- 09. Dezember: François Morren, belgischer Sprinter und Mittelstreckenläufer (* 1899)
- 12. Dezember: Josef Hornauer, deutscher Fußballspieler (* 1908)
- 18. Dezember: Josef Klapuch, tschechoslowakischer Ringer (* 1906)
- 18. Dezember: Joseph Lowagie, belgischer Radrennfahrer (* 1903)
- 18. Dezember: Paul Mahrer, tschechoslowakisch-US-amerikanischer Fußballspieler (* 1900)
- 24. Dezember: Giulio Lamberti, italienischer Ruderer (* 1895)
- 27. Dezember: Harold Whitlock, britischer Leichtathlet (* 1903)

### Datum unbekannt
- Harry Fry, kanadischer Ruderer (* 1905)
- Puccio Pucci, italienischer Leichtathlet und Sportfunktionär (* 1904)